# 西部警察
『西部警察』（せいぶけいさつ）は、1979年10月から1984年10月にかけて5年間テレビ朝日系列で全3シリーズが放送されたテレビ朝日・石原プロモーション制作による刑事ドラマシリーズである。
主演は渡哲也。
本項ではSPECIALを除くシリーズ全体について説明する。各シリーズの詳細についてはそれぞれの項を参照のこと。
- テレビシリーズ『西部警察』（1979年10月14日 - 1982年4月18日、PART-I）
- テレビシリーズ『西部警察 PART-II』（1982年5月30日 - 1983年3月20日）
- テレビシリーズ『西部警察 PART-III』（1983年4月3日 - 1984年10月22日）
- テレビスペシャル『西部警察 SPECIAL』（2004年10月31日）

## 概要
渡哲也演ずる大門圭介を中心とした刑事チーム・大門軍団の活躍を描いたアクションドラマ。派手な銃撃戦やカースタント、さらには巨額の費用を投じた爆破シーンなどが人気を呼び、放送期間も足掛け5年間に及ぶ長期シリーズとなった。製作にあたっては1976年より日本テレビ系火曜21時枠で放送された『大都会シリーズ』のレギュラーキャストの他、スタッフ陣の大半も同作から引き継いでおり、放送局こそ違えど『大都会』の実質的な後継シリーズとなっている。一方、放映時間が20時台に繰り上がったことから、後述のスーパーマシンの登場や少年を主役としたエピソードが多作されるなど、ハードアクション路線だった『大都会』よりも若年・ファミリー層を意識した作風となっている。
「西部警察」というタイトルは「西部劇のようなイメージの刑事ドラマ」というコンセプトに由来しており、放映開始時のテレビ朝日の番組広告などには「コンクリート・ウェスタン」と付記されていた（「コンクリート」とは「現代的な都市」の比喩。マカロニ・ウェスタンといったような語からの連想）。

### あらすじ
凶悪犯罪渦巻く東京・城西地区（渋谷区・港区・新宿区・目黒区一帯）。大門圭介部長刑事（渡哲也）率いる西部警察署捜査課の刑事たちは、「大門軍団」の異名で犯罪者から恐れられ、また時には挑戦すべき標的として名を轟かせていた。強固な意志と絆で武装した男たちは、彼らを見守る捜査課長・木暮謙三警視（石原裕次郎）の指揮の下に、最新テクノロジーを搭載したスーパーマシンの数々を駆使して巨悪に立ち向かう。

### 制作費とその捻出方法
銃撃戦やカーチェイス、爆破シーンが毎回のように盛り込まれた本作は、多額の制作費が要求された。その主要資金源は他番組同様にスポンサー収入であったが、本作の場合はそのスポンサー収入の「金の流れ」が通常のスポンサー収入とは異なっていた。
民放では、ほぼ全ての番組でスポンサーと局の間に広告代理店が介在して番組内容に注文をつけるほか、スポンサー料の10%〜20%を手数料として徴収する形をとっている。『大都会シリーズ』よりもスケールの大きいドラマを作りたいと考えていた石原プロモーションは、増収のためにテレビ朝日との直接契約という画期的な手法を用いた。この場合、広告代理店から無条件に手数料を搾取されるリスクはなくなり、その分を制作費にまわすことができる。放送局が日本テレビからテレビ朝日に移行したのは、テレビ朝日側がこの契約手法を石原プロに提示したためである。
ただ、石原プロだけでは広くスポンサーを取ることができないため、石原プロは東急エージェンシーにスポンサーのとりまとめなどを委託した。これにより広告代理店が取る手数料やメディア企業に渡る金など、本来制作側（石原プロ）だけでは無理な部分に関わることができる。このため、電通もしくは博報堂が持つ時間枠を「この時期は」東急エージェンシーが持つ事になった。これらの手法を影で支援していたのは裕次郎の兄である石原慎太郎であった。石原プロは番組の長期ヒットに伴い、30億円の資産を形成したという。後述するように車両やロケに使う建物などスポンサーは現物の提供で行われていた。

## 主要登場人物
テレビシリーズの登場人物は3作で共通しているが、西部警察 PART-II以降は一部設定が変更されている。

## スポンサー企業
ここではシリーズ全体にかかわるスポンサーを記載する。地方ロケでの撮影協力等は日本全国縦断ロケを参照。
日産自動車
特殊車両を筆頭とした劇用車の全面提供。他にも撮影場所の提供、地方ロケ時の日産販売会社各社の社長・スタッフの出演など。
トラック・バス類も主に当時グループ会社だった日産ディーゼル工業（現・UDトラックス）の車両を使用しているが、ロケ先の都合などで他メーカーの車両が使われることもあった。また、後述する犯人車や一部高級車にはキャデラックやフォードなどのアメリカ車が起用されている。
東急グループ
東急エージェンシー
前述の通り、広告代理店としてスポンサー企業のとりまとめを行った。
東京急行電鉄
東横線・東京メトロ日比谷線（当時は営団地下鉄）・中目黒駅下り線ホーム（横浜・桜木町方面）
桜木町駅・東横線ホーム
渋谷109
東急文化会館
東亜国内航空（日本エアシステム → 日本航空ジャパン → 日本航空インターナショナル → 日本航空）
地方ロケ時、大門がTDA（東亜国内航空）の旅客機で移動していた。2004年放送の『西部警察 SPECIAL』では経営統合に伴いJAL（日本航空）が協力しているが、宮崎空港に着陸した機体はまだ一部で残っていたJAS（日本エアシステム）ロゴの機体（マクドネル・ダグラスMD-90）である。
例外としてPART-IIの広島ロケについては当時、羽田-広島線にTDAが就航していなかったため、唯一就航していたANA（全日本空輸）を使用。
ダイエー
ダイエー
買物客が多数いるダイエーの店内を犯人がバイクで逃走しているシーンもあり。
ローソン
当時のコンビニエンスストアは、深夜も営業している小規模のスーパーマーケットとして認識されていたためか、『スーパー「ローソン」』として劇中に登場していた。
オートバックス
劇用車のオイル交換でオートバックスの店舗に訪れるシーンがあったり、オートバックスの店舗が地方ロケ時の捜査の聞き込み先や事件現場として登場していたほか、最後期（PART-III・第8話以降、最終話まで）のオープニングのキャスト紹介のうち鳩村（舘ひろし）のシーンで、鳩村がオートバイで乗りつけポーズを決めるバックとしてオートバックスの店舗ガレージが宣伝的に用いられている。
宝酒造
北海道ロケと京都ロケで、石原裕次郎の友人である当時の社長・大宮隆が登場した。撮影打ち上げの際には、同社の日本酒「松竹梅」の樽酒が使われた。
共豊産業（後の共豊コーポレーション）&エンケイ・アルミホイール
PART-I第59話から、劇中で使用されるほとんどの車両は同社のアルミホイールを装着していた（マシンXは62話まで使用）。スタントに用いられる車にも使用され、毎回新品のホイールが提供されていた。PART-I第58話以前までの黒パト等劇用車は各車の純正ホイールのままであった。
八重洲無線
マシンX以降の特殊車両に搭載される無線機を全て提供（マシンXのみトリオTS-120V(もしくはTS-120S)だった）。
鈴木自動車工業（後のスズキ）
バイクにおける劇用車の協力。
朝日航洋（旧・朝日ヘリコプター）
同社の塗色のまま、企業ロゴの上に旭日章や「警視庁」（地方ロケの場合は「○○県警察」）の文字を貼り付けて警察ヘリコプターに仕立てていた。なお、PART-I第10話・第45話他で使われた同社所属AS 350B（JA9222）は、1983年2月19日に北海道での取材中に不時着事故を起こし大破している。
東芝
第1話・第2話「無防備都市」ではヘッドホン式の無線機やその他の劇中、盗聴した電話や留守番電話を録音したテープを、東芝製のラジカセで再生する場面が幾度も登場する。また捜査課内のアナログ時計や軍団特殊車両に搭載されているモニタも多くが東芝製となっている。
Apple
捜査課内のコンピュータや軍団特殊車両に搭載されているコンピュータ、エンジニアの犯人が使用するマイコンではApple製が使われている。
出光興産
車両走行、爆破シーンに使用するガソリンの提供。地方ロケ時、出光興産のガソリンスタンドも登場していた。それ以前は主に共同石油（後のJOMO、現ENEOS）のガソリンスタンドが登場していた。
田崎真珠
本編で登場する宝石、強盗が押し入る宝石店としてたびたび登場した。
美善交通
調布市が拠点のタクシー会社。本編で襲撃を受けるシーンがあり実際に営業している車両と同じ塗装の車がスタントに使われている。
米澤玩具（後のセガ フェイブ）
特殊車両のトイラジコン、当時同社が製造販売していたミニカーシリーズ「ダイヤペット」（現在はアガツマに権利譲渡）、LSIゲーム、エアーガンの発売。
青島文化教材社
特殊車両のプラモデルシリーズの製造販売。
チェスコム
転送電話サービスの企業。PART-III正月スペシャル「燃える勇者たち」から登場。木暮のデスクにかかってきた電話が「スナックセブン」に転送されるようになっている。
日本マクドナルド
SP「燃える勇者たち」において、矢野サーカスの団員が受け取り時間を電話で予約するサービス「ダイヤルM」を利用しているほか、RS-2に乗った北条と南が、放送当時はまだ珍しかったドライブスルーを利用するシーンがある。また、当時のキャンペーン品であったけん玉「マックボール」も登場する。

## 日本全国縦断ロケ
木暮課長役を演じる石原裕次郎の解離性大動脈瘤による長期療養生活からの復帰記念と共に、闘病中に応援してくれた全国のファンに対する謝恩と、自らの健在ぶりをアピールする意味を込め、PART-II〜PART-IIIと股にかけて行われた、テレビドラマとしては異例の大規模な地方ロケである。

## 各種データ
1979年から1984年までの放送の約5年間での数字（いずれも公称）。
- 制作数…238話
- 平均視聴率…14.5%（関東地区）
- 出演俳優…1万2,000人
- ロケ地…4,500箇所
- 封鎖した道路…40,500箇所
- 飛ばしたヘリコプター…600機
- 壊した車両の台数…約4,680台（1話平均・20台）
- 壊した家屋や建物…320軒
- 使用された火薬の量…4.8t
- 使用されたガソリンの量…12,000リットル
  - （爆破シーンをより効果的に見せるための火炎を発生させるため）
- 死者…0人
- 負傷者…6人
- 始末書の枚数…45枚

## 登場する警察車両
他の刑事ドラマと異なる大きな特徴として、PART-I中盤から「スーパーマシン」と称する特殊装備を備えた専用の警察車両が登場する。本作の人気を支えた要因としてこの特殊車両の存在もあり、一般の刑事ドラマとしては異例となる児童・少年向け商品（ミニカー・ラジコン等）の展開も行われた。劇中では何かしらの形で犯人側も特殊車両の存在を知っており、何度か車両が盗まれるエピソードも作られている。
これらの車両製作は、ガゼールを除き日産プリンス自動車販売（当時）の特販推進室（後のオーテックジャパン）が手掛けたものである。当時設計を担当した福田正健によると、改造内容はプリンス側に一任されており、ストーリーについての関連性や指示も特になかったという。そのため特殊装備を披露する機会はマシン初登場回などごく少数に限られ、中にはRS-2の発射筒のように、ドラマ本編で披露されなかった装備もある。またこれらの一部装備は後に形を変えるなどして、2000年代以降現実の警察車両でも実用化されている。

### 特殊車両

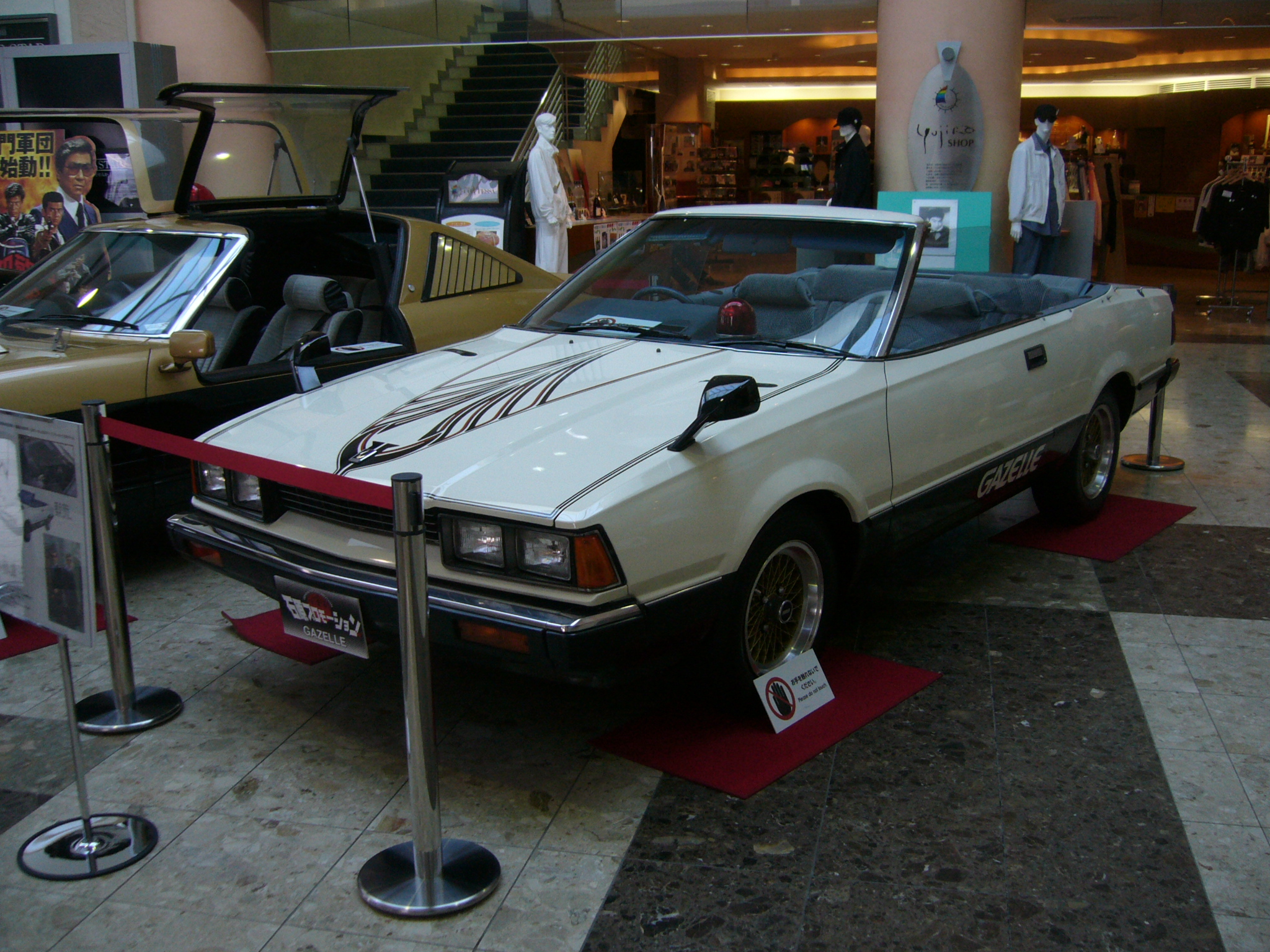
ガゼール・オープン
（石原裕次郎記念館所蔵時代）

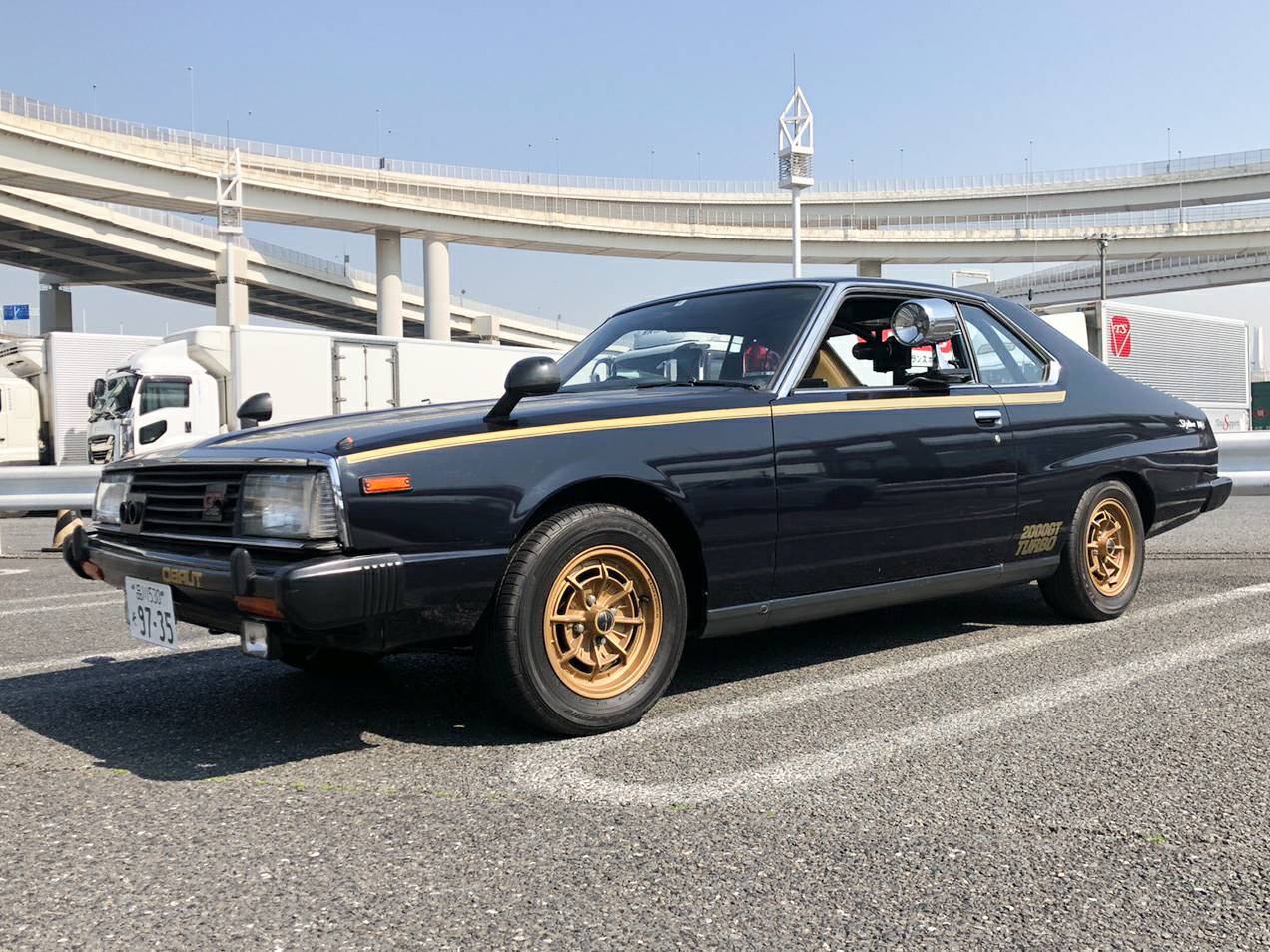
マシンX（レストア後）
（首都高・大黒パーキングエリア）

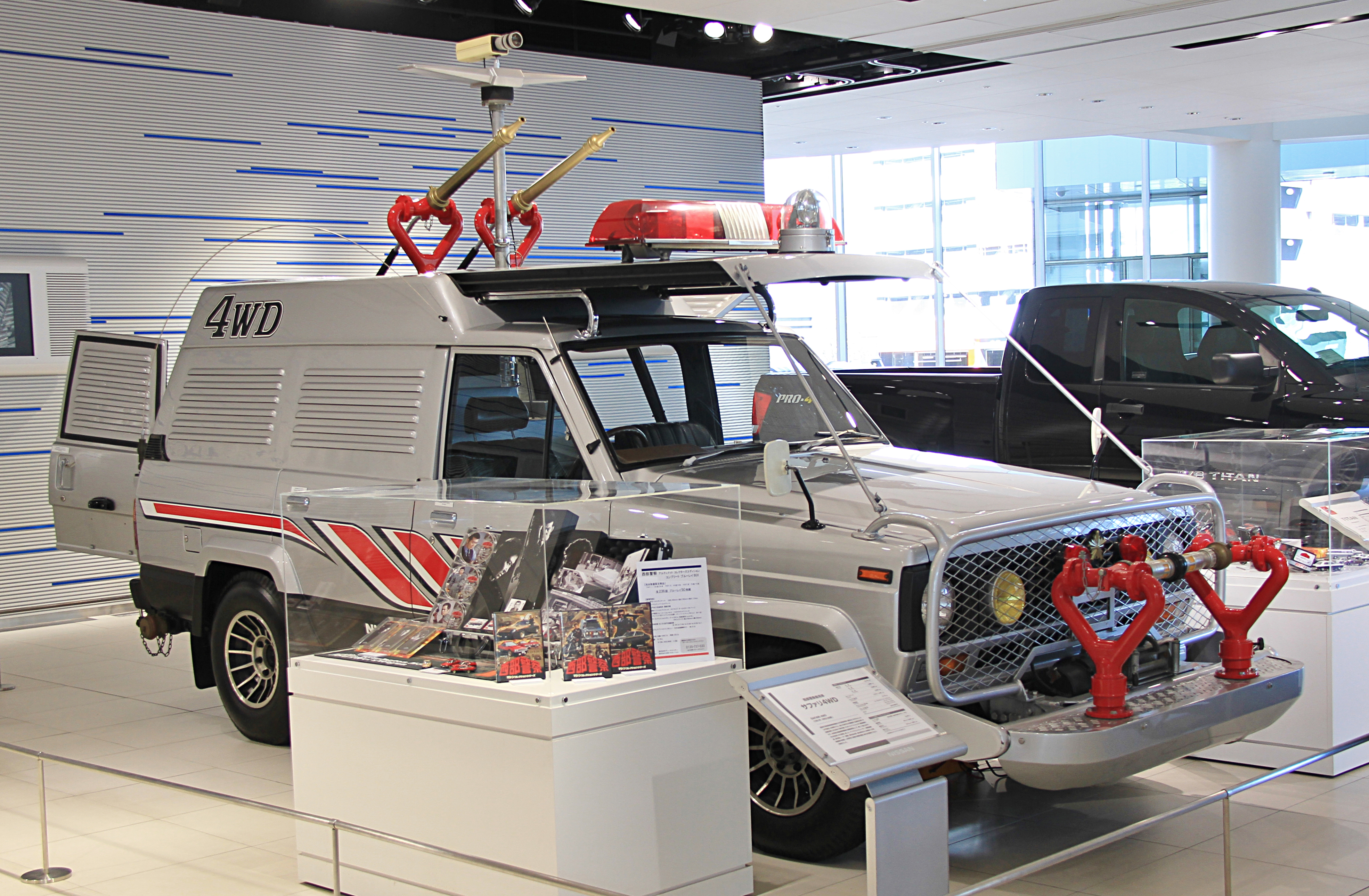
特別機動車両 サファリ4WD（前方）
（日産グローバル本社ギャラリー）

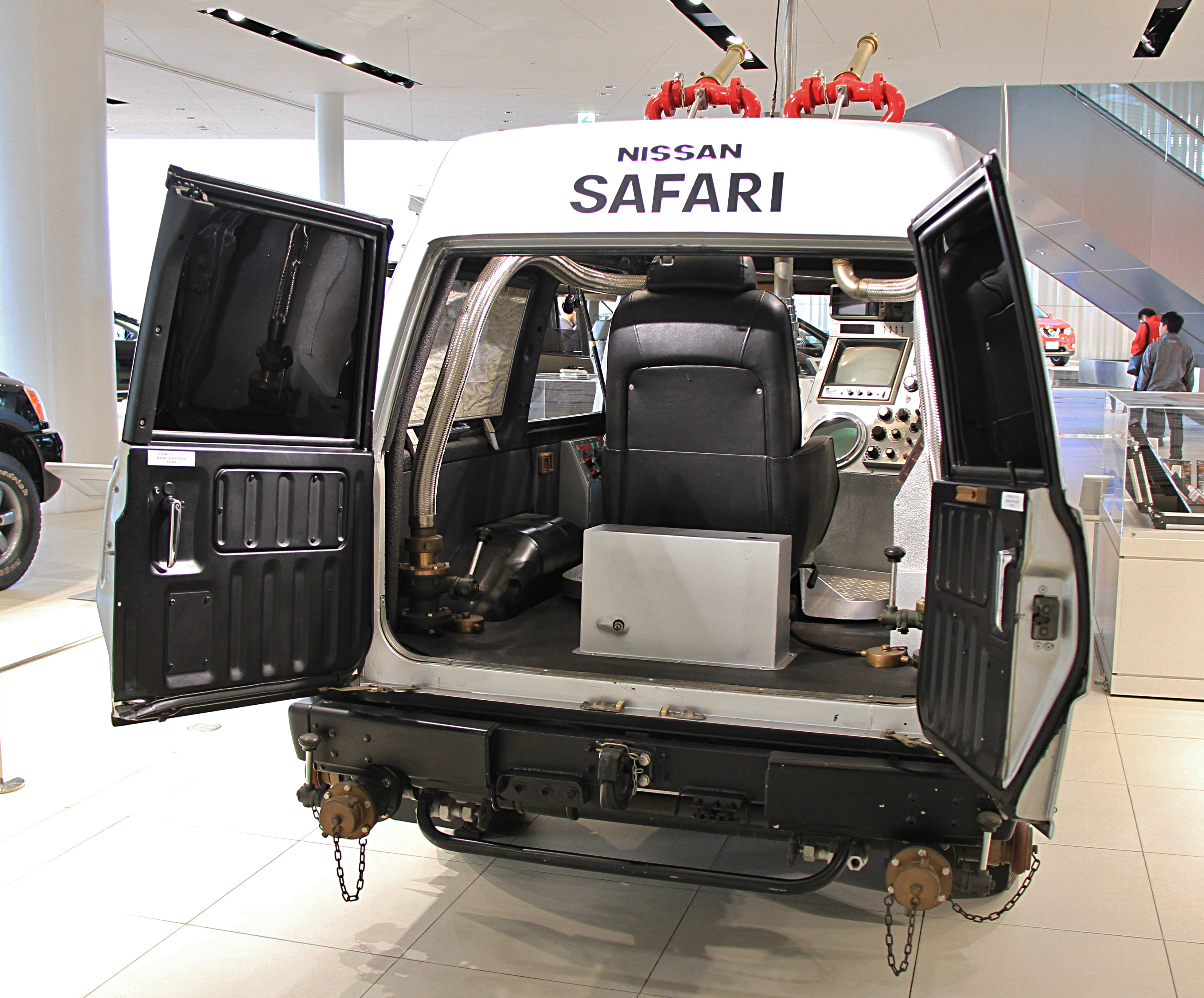
後部扉から司令室部分

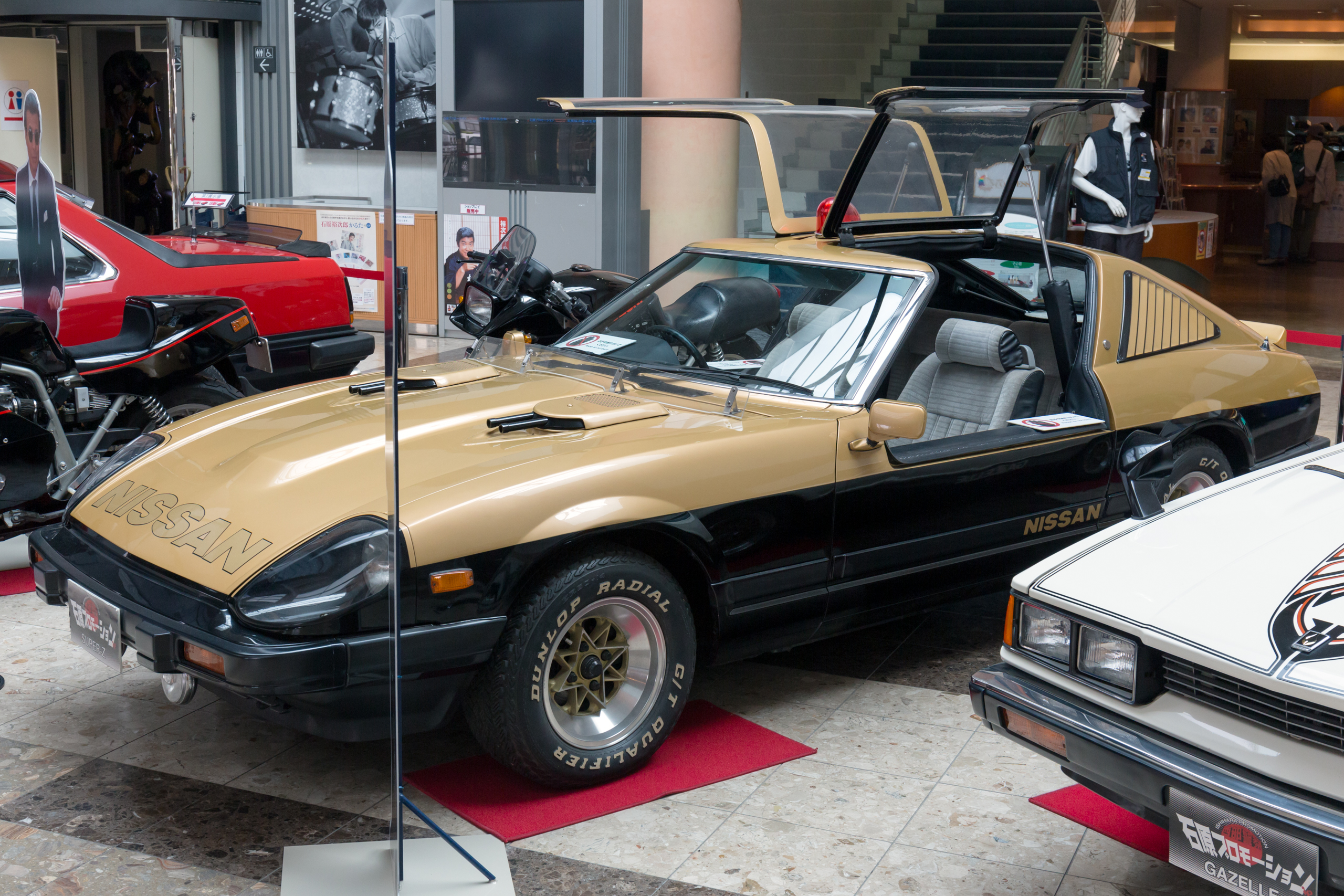
スーパーZ
（石原裕次郎記念館所蔵時代）

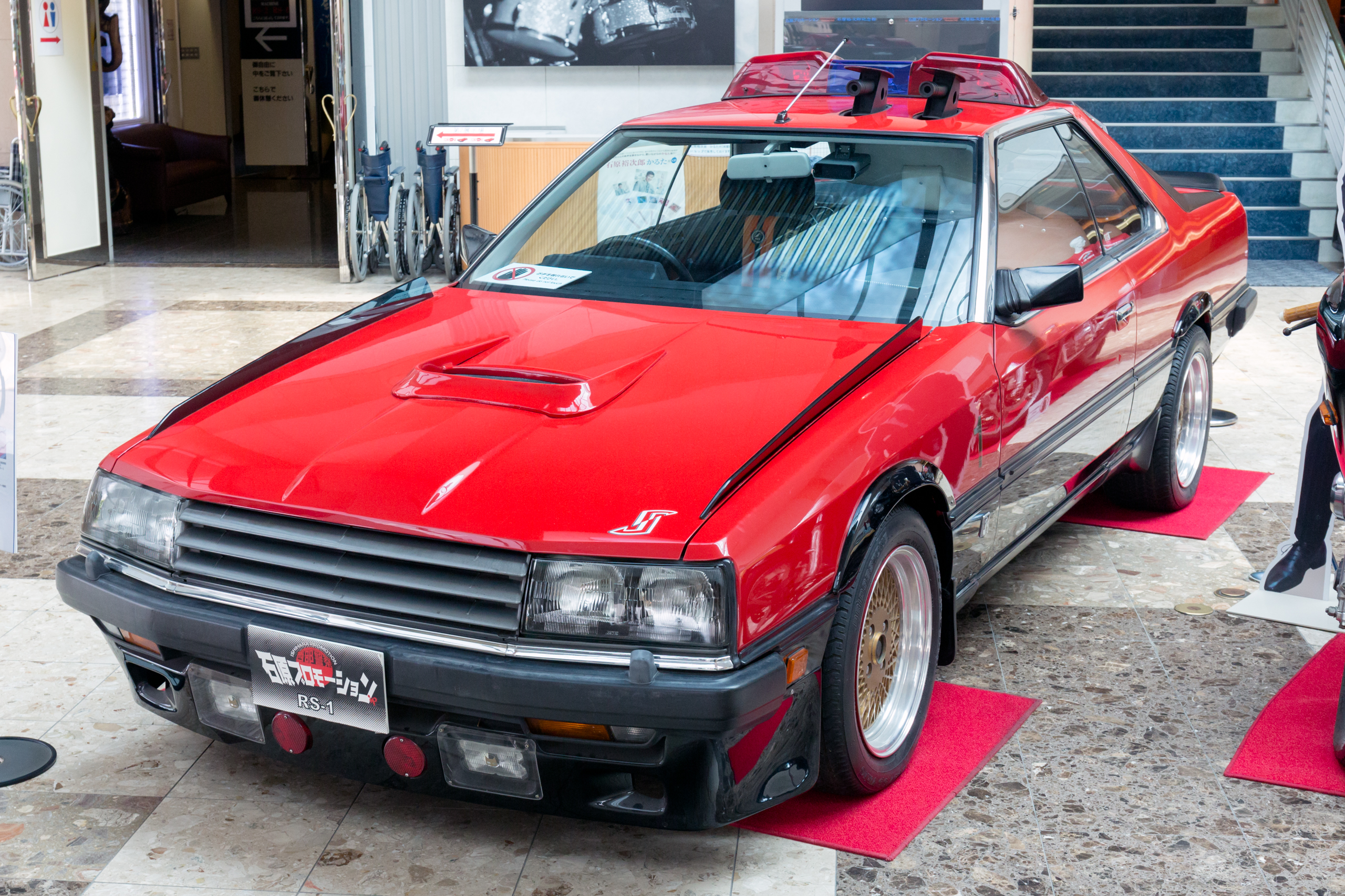
マシンRS-1
（石原裕次郎記念館所蔵時代）

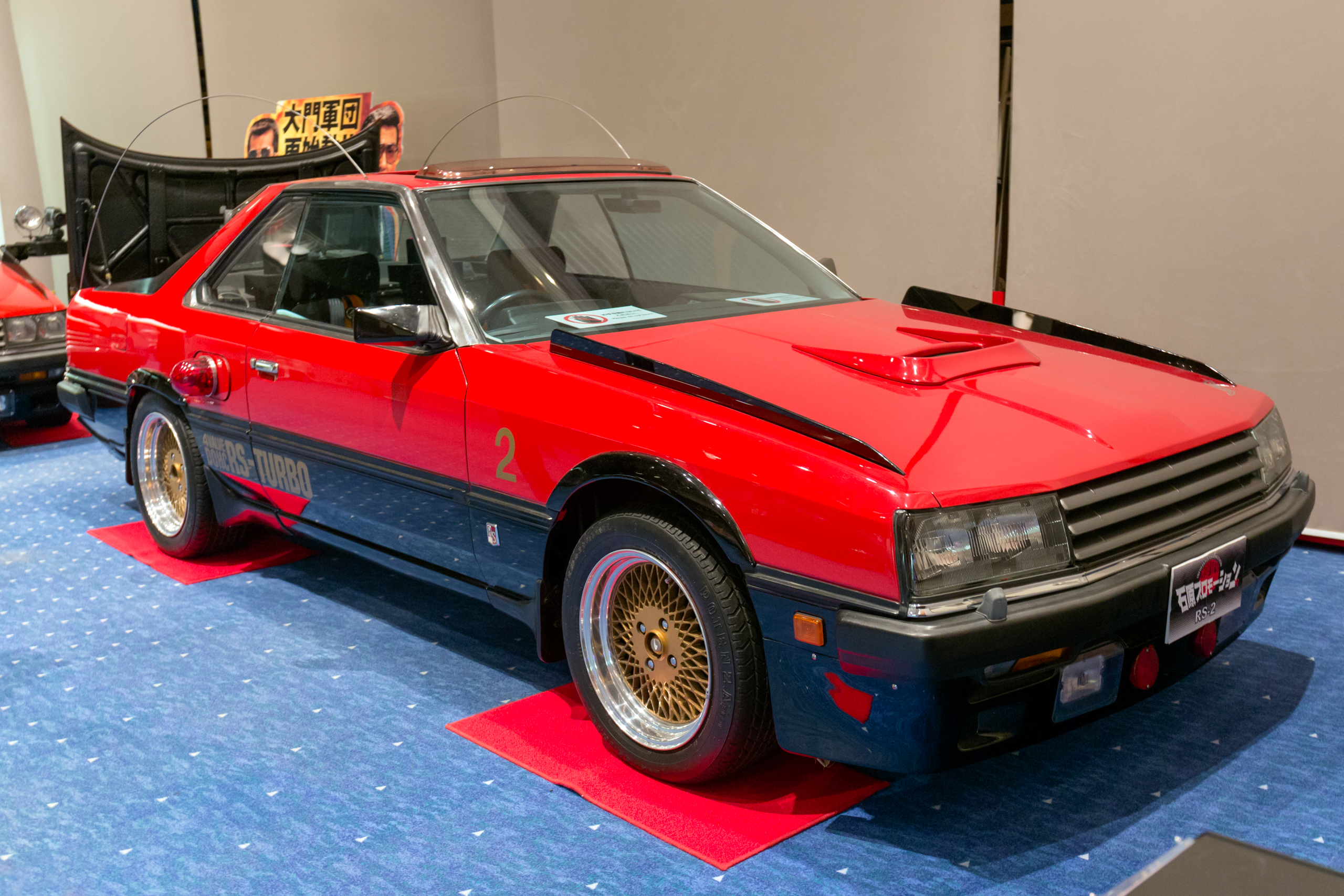
マシンRS-2

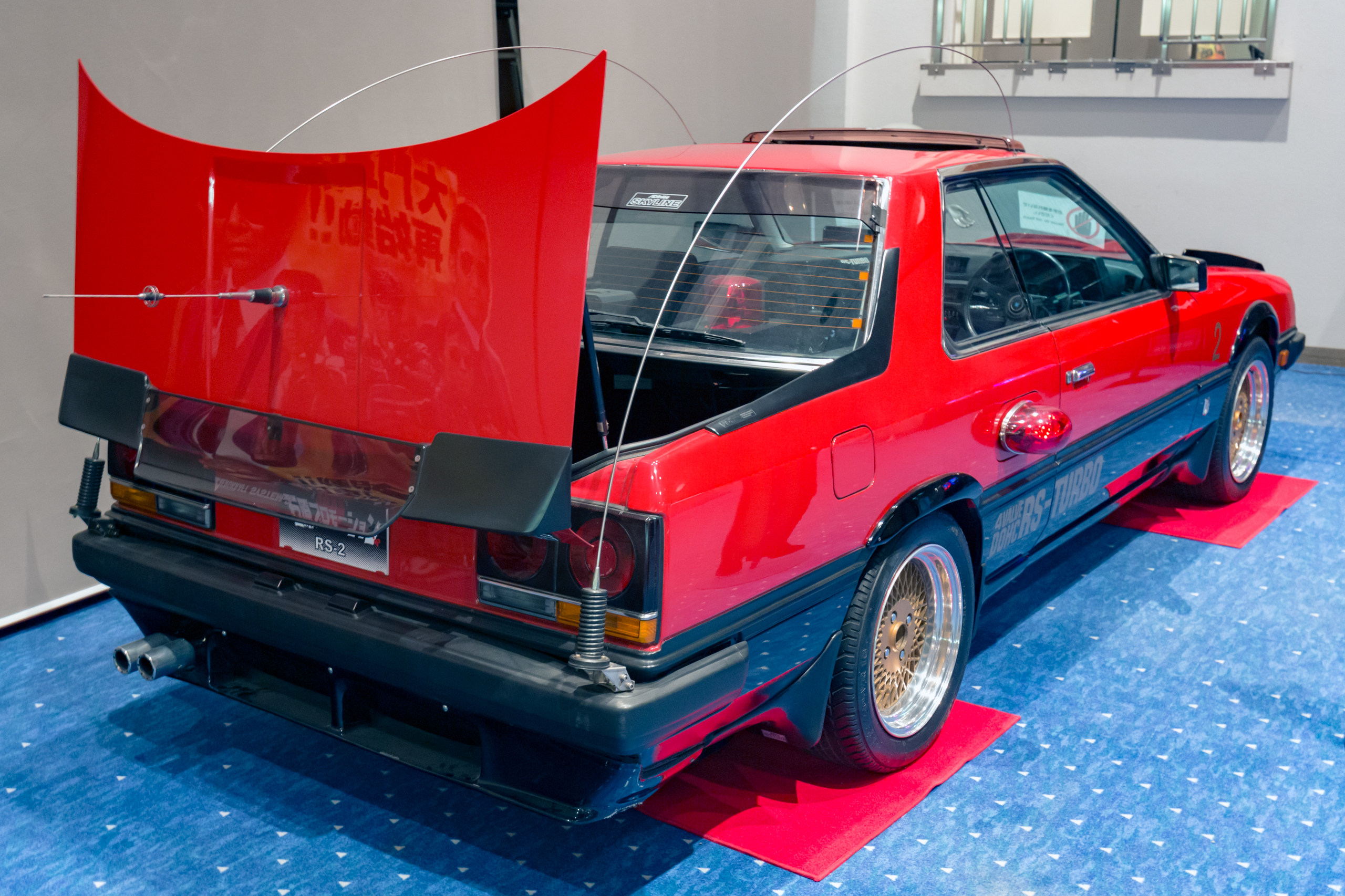
劇中では使用されなかった逆ヒンジ式トランクが開いた状態となっている。

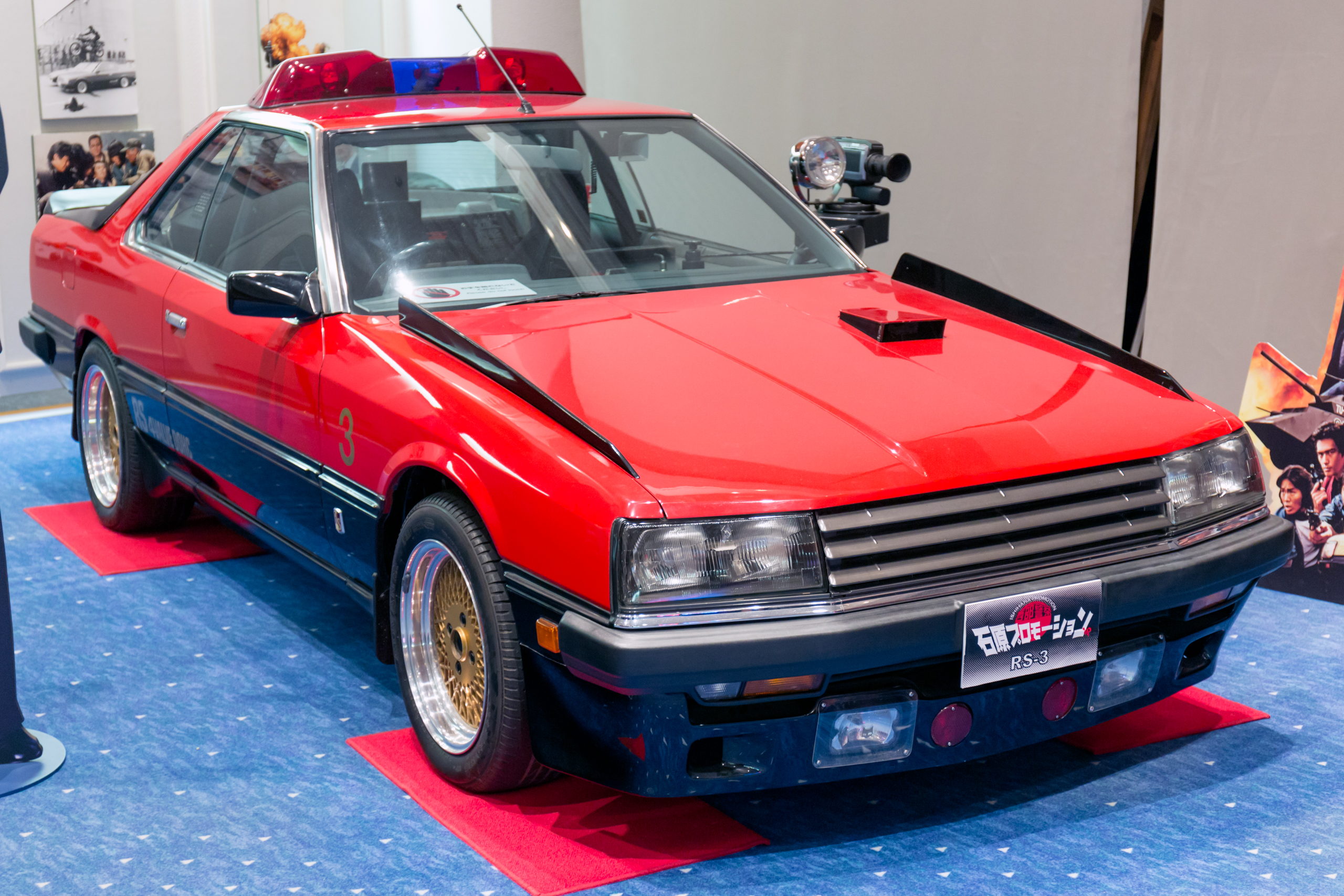
マシンRS-3

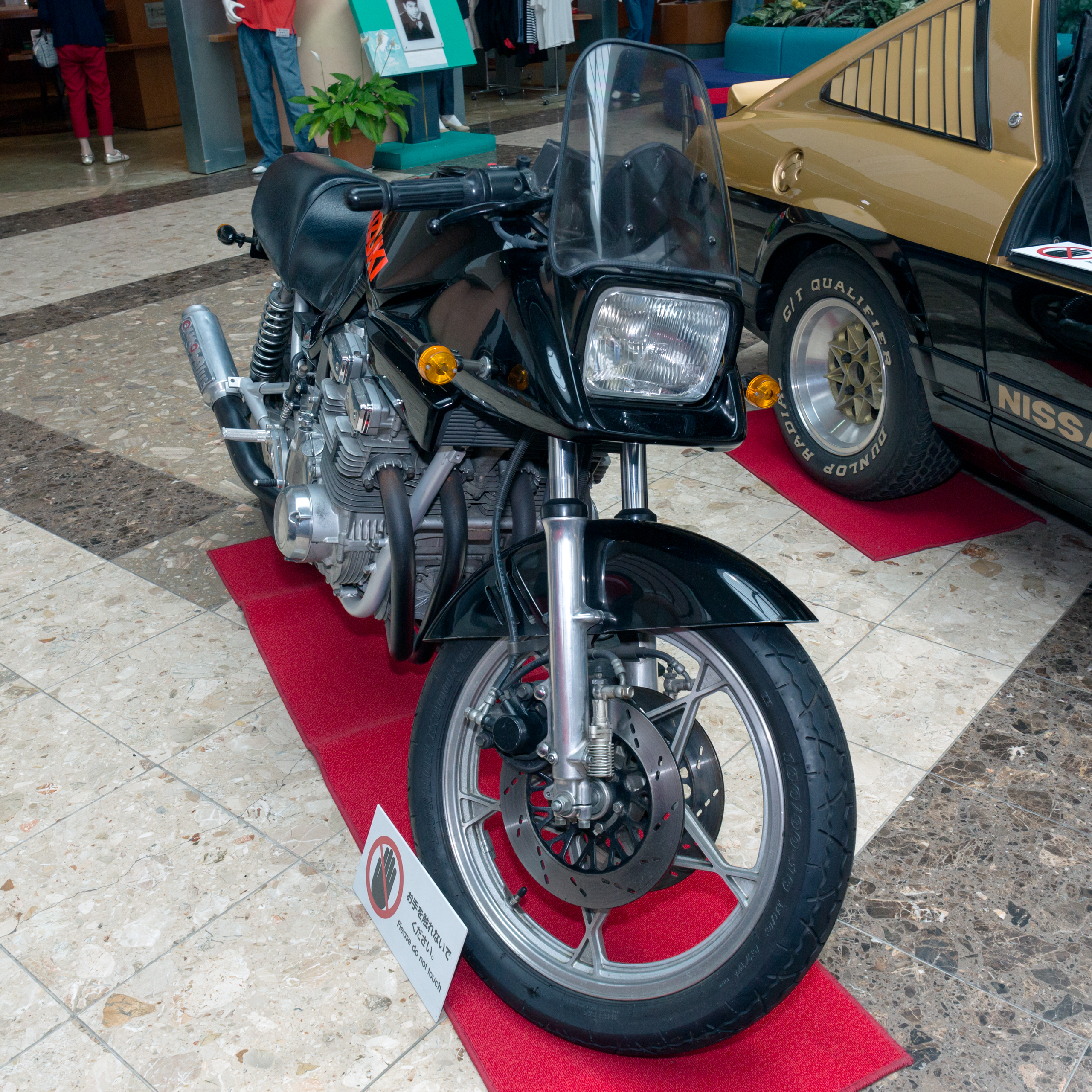
スズキ・カタナ

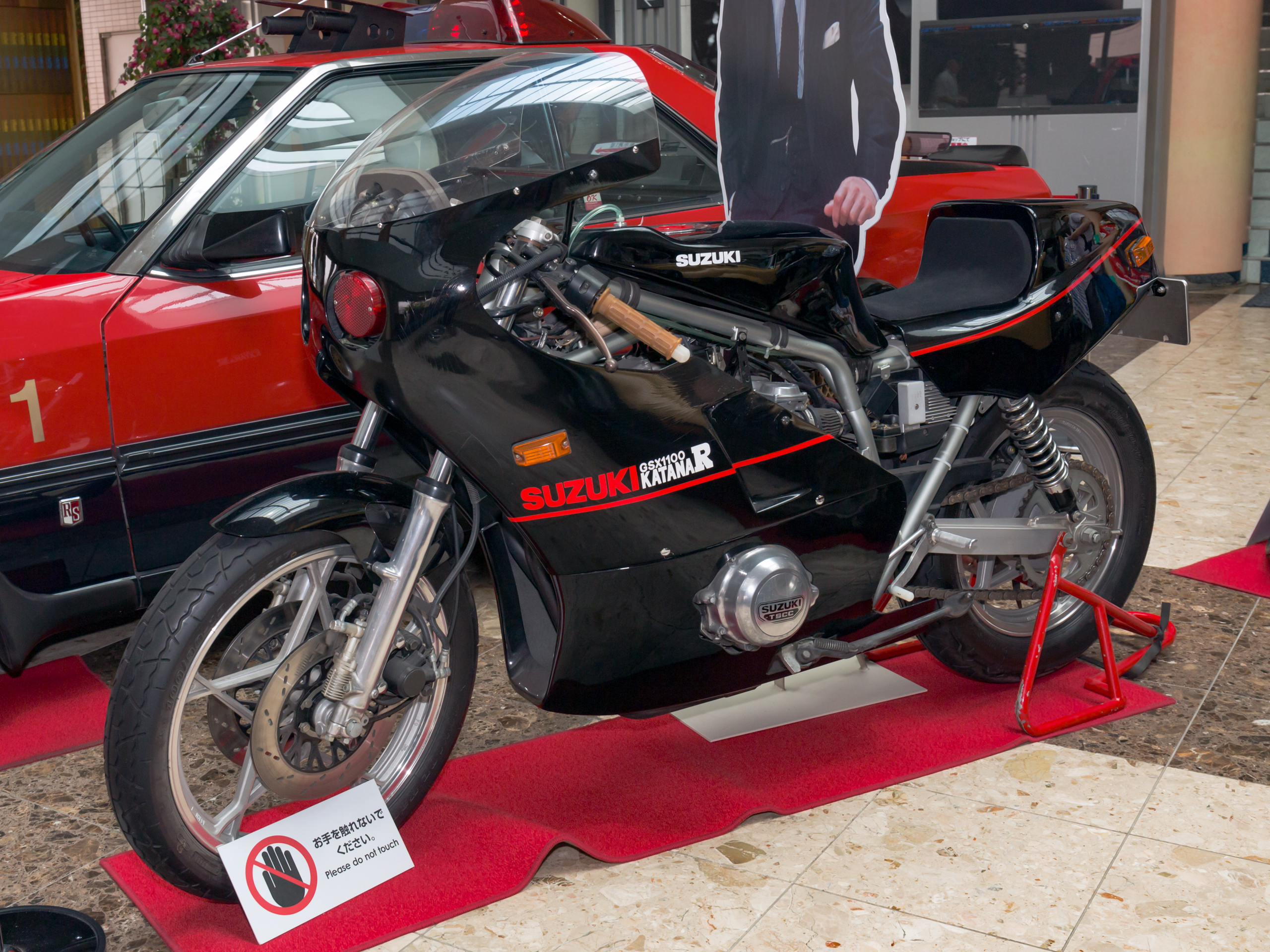
スズキ・カタナR

ガゼール・オープン
日産・ガゼール2000XE-II（S110型）
ナンバー「品川58 た 25-78」（初登場時のみ「品川88 い ・・77」）
木暮課長専用車。基本的に自家用車であるが、覆面パトカーとして用いられることもある。本車のみガレージタルガが製作を担当した。
グローブコンパートメントに警察無線のモニターレシーバー、センターコンソールに自動車電話のハンドセットを装備している。幌は折りたたみ収納式ではなく、支柱を車体に挿して装着するタイプとなっている。赤色灯は基本的に装着されないが、一部シーンにおいてダッシュボードに装着して登場したことがある。
劇中の設定では、一般車に比べて車高が20cm低いことになっており、これに目を付けた犯人が逃走用車両として指定し、車高を利用して工事中のトンネルで追跡してきたパトカーを撒いたこともある（『PART-I』第75話）。
他の車両と異なり捜査用の装備を持たず、木暮課長専用車ということもあり『PART-I』後半以降は登場機会が少なくなった。2006年春の『愛のエプロン特番』のオープニングでは、渡哲也がテレビ朝日に乗り付ける際に使用された。
マシンX
日産・スカイライン2000ターボGT-E（KHGC211後期型）
ナンバーは「品川58 い 97-35」（初登場時の一部シーンでは「多摩58 ね 97-35」）（PART-II一部シーンでは「品川57 た 97-35」）（PART-III第47話での偽装時は「品川58 と 41-52」）
第45話「大激走! スーパーマシン」で初登場、PART-III第48話「戦士よ さらば」で“殉職”。
初代大門軍団特殊車両。詳細はマシンXおよびスカイラインを参照。
特別機動車両 サファリ4WD
日産・サファリエクストラバン（VRG160型）
ナンバーはPART-I第111話〜第116話が「品川88 そ 49-31」、同第117話〜PART-II第11話が「品川88 た 71-11」、PART-II第18話以降が「品川88 た 11-10」（同第29話のみ「品川88 た 15-22」）。
PART-I第111話「出動命令　特車“サファリ”」で初登場。フロントバンパーに散水銃2門、ルーフ内部に高圧放水銃2門（前者は「第1、第2放水銃」、後者は「第3、第4放水銃」と呼称）を装備する、特別機動車両隊（通称「特機隊」）の旗艦となる指令車。定員3名（機関員、助手、車長）。
配備当初は源田刑事が、PART-II以降は北条・平尾刑事がメインドライバーを務めた。沖田刑事も第2話のラストシーンで運転した。またPART-I最終回、PART-II第1話や地方ロケの場合、特機隊隊員がドライバーを担当した。放水の必要があるときは、ポンプ付きの放水用タンク車（「警視庁 特別機動 0112」のネーム入り）を牽引する。
潜望鏡式ビデオカメラとレーダーを搭載し、無線だけでなく電話回線の傍受および盗聴も可能である。車内の壁には撮影当時の新宿駅周辺の地図が貼られている。放水銃とビデオカメラを使用する際は、ルーフを前方に開ける必要がある。なお、この車両は大門が発注した唯一の車両である。前面の赤色警告灯および後部座席周辺の一部イルミネーションは、放映終了後に取りつけられた。
PART-III第52話を最後に登場しなくなったため、特殊車両の中では登場回数が一番少ない。マシンXのような専用の保管庫はなく、西部署内の駐車場から出動する。
現在は東京都府中市の村山商事で『ゴリラ・警視庁捜査第8班』の特殊車両とともに保管されているが、タンク車は現存していない。この関係で石原裕次郎記念館での展示対象からは外されており、もっぱら首都圏でのイベント展示が中心である。2014年には日産自動車グローバル本社ギャラリーにて展示され、その模様が日産公式YouTubeチャンネルにて配信された。
スーパーZ

日産・フェアレディZ（S130後期型）
ナンバーは「品川33 た 35-27」。
マシンXに代わる大門団長の専用車。AT車（PART-III 第14話「マシンZ・白昼の対決」のみMT車）であり、ドア窓からルーフ部分を油圧ダンパー式フルオート・ガルウィングドア化。
ボンネット上には2連装の催涙弾発射銃が2基搭載されており、運転しながらの発射が可能である、銃身は台座が上下し銃身も上下左右に動き、前方は基より斜め左右へ発射可能。また、リアバンパー下部にはマフラーが5本出ているように見えるが、左右の4本は煙幕発生装置（通称「スカンク」）であり、中央部の1本が実際のマフラーである。赤色灯は反転式。
　ボディカラーはマシンXやマシンRS軍団とは異なり、純正色に存在しないゴールド/ブラックのツートンカラーである。ボンネット前部には「NISSAN」のロゴが入っている。乗車定員4名。
基本的に大門団長専用車であるが、沖田・鳩村・平尾・山県刑事が運転することもある。PART-IIIの鹿児島ロケではサイレン音がマシンXのそれと同じものになっていた。マシンX同様に西部署内にスーパーZ専用の保管庫があり、「SUPER.Z」と書かれたシルバーのドアが両側にスライドして開くと暗闇の中からエンジン始動音とライト点灯、そして専用サイレンが鳴り響き発進、現場に急行する。当時の製作費は一台1,500万円とも言われている。
テレビドラマ『Dr.伊良部一郎』最終回に登場。この時のナンバーは「品川300 て 12-28」（撮影用小道具）。
マシンRS（情報分析車）
日産・スカイライン2000RS（DR30前期型）
ナンバーは「品川59 た 35-26」。「ニューフェイス! 西部機動軍団」でスーパーZと共に登場した大門軍団特殊車両。
助手席を撤去してコンソールを設置し、全方向回転式サーチライトおよび赤外線・サーモグラフィー対応ビデオカメラ、コンピュータ（共に東芝製）、特殊無線機（八重洲無線FT-707S）、汎用メーター（WELZの定在波比計SP-400を使用）、信号操作装置（シグナルコントロール：進行方向の信号を直前の色に関係なく青に変えられる）およびECM装置（犯人側の電子機器を妨害する）などの操作盤を搭載している。
車内後部にもコンピュータ、無線機、プリンターなどが搭載されており、進行方向に対して横向きに取り付けられた座席で操作する。後部コンピュータでは、信号分析（スペクトルアナライザー：周囲で使用されている電波の周波数、発信場所を分析する）、声紋分析（声紋を分析し、警視庁・科学警察研究所のデータベースと照合して犯人を割り出す）、前後レーダーで捉えた犯人車の逃走経路検索、カーナビゲーションシステム、CACSシステム（自動車総合管制システム：目的地までの交差点形状、誘導表示や、周辺車両の位置、速度などの各情報を表示する）などの機能が使用でき、処理結果はCRTモニターに表示される。最高速度は255km/h。
運転席にはケーニッヒ製セミバケットシートに4点式シートベルトを備え、ステアリングはナルディ製のものが装着される。メインドライバーは沖田刑事(退職後は五代刑事)が務め、北条・平尾刑事も運転経験がある。乗車定員2名。
基本的には運転席および後部座席の2名で乗車し、コンピュータ他の装備は後部座席側で操作するが、ドライバー1名のみが乗車した場合でも、助手席側のコンピュータで各装備の操作が可能である。後部座席は、2ドア車であることに加え助手席にも大型コンピュータを置いているため、乗降に難がある。赤色灯は前面バンパー下の点滅式警光灯とリヤトレイの回転灯が装備されている。劇中未登場だが、助手席ドア内側には万能斧及び救急セットが装着されている。
スーパーZと同様の保管庫があり、「MACHINE.RS」と書かれたドアがスライドして発進する。当時認可されていなかったドアミラーを装備して登場しており、PART-II終盤 - PART-IIIの初期回ではミラーが赤く塗られている。
カラーリングはRSから設定された赤黒のツートンであるが、ベース車両は元はガンメタであり、エンジンルーム内部やドア内側にその名残を見ることができる。石原プロの車両部がテレビ映えを意識してカラーリングを変えたものとされる。なお、RS-1・RS-2は純正色としての赤黒ツートンである。
マシンRS-1・RS-2・RS-3
PART-III第16話「大門軍団フォーメーション」より登場。この3台のマシンを総称して「RS軍団」と呼称することがある。
共通装備品…FET極東製エアロパーツ・エンケイ製メッシュホイール・サイレン・赤と黒のツートンカラー。当時、日産自動車では西部警察仕様のメーカーオプションを設定していたこともある（赤色灯などを除く）。それぞれ「RS.1」「RS.2」「RS.3」とドアに書かれた専用の格納庫から発進する。
RS-1（攻撃・戦闘指揮車）

日産・スカイライン2000ターボRS（DR30JFT前期型）
ナンバーは「品川59 た 35-29」。
発砲して抵抗する犯人に対応するための単装20ミリ機関砲2門が助手席側のルーフ部分に装備されている他、マフラーに擬装した急加速装置「アフターバーナー」を装備し、追跡時に威力を発揮する。ルーフには空力抵抗を考慮したための変形バーライト（大型警光灯）を装備。両脇の赤い部分だけでなく、中央の青い部分にも回転灯が内蔵されていて発光する（RS-3も同じ）。
助手席に大型コンピュータを設置しているため定員は1名となるが、取り外された後部座席のスペースに人を乗せることもあった（第48話など）。コンピュータには敵味方識別装置 (IFF)、目標物の平面・側面投影が可能な逆合成アパーチャレーダー (ISAR)、レーダーホーミング装置が装備されている。特徴的なキーボードはIBM3270用を改造して使用。
エンジンは純正のFJ20ETにチューニングを施し280psを発生。最高速度は265km/hで、アフターバーナー使用時の最高速度到達時間は16.3秒である。初登場時のみ大門が運転し、以降は山県刑事がメインドライバーを務めたが、それ以外の刑事が運転する機会も多かった。
なお、劇中で特殊装備が使用される機会はほぼ皆無で、単装20ミリ機関砲が使用されたのは初登場時と鹿児島ロケの2回のみ、アフターバーナーが使用されたのは初登場時と仙台ロケの2回のみである。
RS-2（情報収集車）

日産・スカイライン2000ターボRS（DR30JFT前期型）
ナンバーは「品川59 た 35-28」。
特殊無線機（警察無線、航空機無線、船舶無線、遭難自動通報無線、アマチュア無線、各種緊急無線等の送受信が可能。無線機は八重洲無線FT-77S）、無線傍受用アンテナ、電動式サンルーフ、4連装特殊弾発射筒（通常とは逆ヒンジで開くトランク内に装備され、無煙閃光弾、信号弾、曳光表示弾、発煙弾、催涙ガス弾の5種類の特殊弾を発射可能）、センサー信号処理装置、パルスドップラーシステム、シグナルコントロール（旧マシンRSとは異なり、信号機を青だけでなく赤にも変えられるようになっている）などを装備している。
トランク部分の後部両端に長めのアンテナが取り付けられており、このアンテナの先をサンルーフ部分に固定している。
助手席側の床は鉄板張りのフラットフロアとなっており、シートを後部へスライドさせることでサンルーフからの安定した射撃が可能となっている。また、サンルーフを装備するためにRS-1・RS-3に装備されている大型パトライトは設置されておらず、車体後部側面に反転式パトライトを装備しているのが特徴。また車両軽量化の為にリアウインドをアクリル製に変更している。
スペックはRS-1と同様だが、乗車定員は2名。
劇中では五代刑事が運転し、南刑事が助手席に乗車するシーンが多く見られた。五代刑事が不在の際は平尾刑事が運転したほか、正月スペシャル「燃える勇者たち」では、北条刑事が南刑事を助手席に乗せてマクドナルドのドライブスルーを利用していた。第48話では無人操縦されたマシンXを追跡する為、山県刑事が運転し助手席には、北条刑事を乗せマシンXに乗り移ってからの並走するシーンがある。
RS-3（情報分析車）

日産・スカイライン2000RS（DR30前期型）
ナンバーは「品川59 た 35-26」。
旧マシンRS。RS-1・RS-2の登場を期にルーフ上の大型パトライト・エアロスプリットなどのエアロパーツの追加と、タイヤサイズの変更といったRS-1・RS-2に仕様を合わせるための再改造を実施し、RS-3となった。なお、エンジン、ボンネット、リアスポイラー、サイドステッカーは改造前から変更なく、RS-1・RS-2とは異なる箇所となっている。
劇中では北条刑事が運転し、平尾刑事が後部座席に乗車するシーンが多く見られた。その他では平尾・五代刑事が運転することもあったほか、地方ロケでは南刑事が運転する姿も見られ、最終話のみ山県刑事も運転していた。
テレビドラマ『Dr.伊良部一郎』最終回に登場。このときのナンバーは「品川300み59-63」（撮影用小道具）。
スズキ・GS650G
PART-Iの第110話から使用されたバイク（特機隊用は第109話から登場している）。鳩村用のバイクは黒にリペイント（特機隊用はシルバーのまま）され、ハンドルを交換している。PART-II第3話からはスズキ・カタナに乗り換えているが、第5話などの回想シーンでも使用されている。なお、同時期に白バイ仕様も登場。PART-II第29話放送終了後、クイズとして同車両を景品として視聴者プレゼントした経歴が有る。
スズキ・カタナ

スズキGSX1100S KATANA
PART-IIから使用された鳩村専用のバイク。オリジナルのカラーリングとは一線を画し、鳩村演ずる舘ひろしの指定により、黒を基調とするものにリペイントされている。PART-III終盤（第60話）で大破炎上、後述の「カタナR」にその座を譲る。設定上は750cc。なお、フロントウインカーとマフラー・テールカウルは社外品へ変更されており、サイドミラーも外されていた。特に名古屋ロケ後、マフラーは純正マフラーから集合マフラー「アウトバーン」に変更されていて、PART-II最終回から登場した。なお、PART-II第40話終盤では、負傷した鳩村の代わりに大門が使用した。
スズキ・GSX750E(E4)サイドカー
正月スペシャルでカタナの代わりに鳩村が使用したサイドカー。白にリペイントされ、車体左側にはサイドカーを取り付けられている(なお、サイドカー後部にはパトライトを装備)。サイドカーには主に平尾が乗車。また、PART-III第60話では北条が使用している。

スズキ・カタナR

スズキ・カタナを元にしたカスタム車両で、上記のカタナが大破したために鳩村が乗り換えたバイク。PART-III第60話から最終回スペシャルまでの計10話分のみの登場。後年に発売された市販車ではなく、ロケ用オリジナル改造車。レース出場用として製作していたものを警察車両に転用したもの。舘によれば、渡らが劇中で運転する車はスーパーZなどの改造車ばかりであるのに、自分が劇中で使用するオリジナルのスズキ・カタナは本来自分の好みではなかったため、好みのカフェレーサータイプのものに改造したくなり、スタッフに頼み込んでいたところ、番組終盤になってようやくOKが出て、この改造車の登場が実現したという。デザインにも舘の好みが相当に反映されている。エンジンは、元々レース用としてチューンアップされたため、公道用にデチューンされた可能性がある。エンジンの他、パワーアップに対処するため、大型オイルクーラーへ換装すると共にサスペンションとフレームを強化。エンジン出力170ps。最高速度270km/h。0-400mタイム10秒。前照灯脇に前方集中型赤色点滅灯を備え（本来は丸い二ツ目ライトのフルカウル）、鳩村用バイクとしては唯一緊急走行が可能（前身の巽刑事が乗っていたハーレーダビッドソンは、PART-I第30話で前フェンダーにパトライトを貼り付けサイレンを鳴らしていた）。
日本興亜損保のCMに石原軍団が出演した際、当時石原プロに在籍していた深江卓次がシルバー系に塗装された同型車に乗っている。
テレビドラマ『Dr.伊良部一郎』最終回に登場し舘ひろしが乗り、走行した。

#### その他
ガゼール・スーパーZ・RS-1〜3・カタナ・カタナRは、小樽市の石原裕次郎記念館で2011年6月15日から閉館まで展示されていた。
- 日本テレビ系『とんねるずの生でダラダラいかせて!!』の人気コーナーだった「生ダラKART GRAND PRIX」では、石橋貴明と定岡正二は舘ひろしと近藤真彦に敗れたため、石橋と定岡は罰ゲームとして石原プロモーション近くの駐車場でスーパーZ、ガゼール・オープン、サファリ4WD、RS1〜3の洗車をさせられた。放送の際にはテレビ朝日の協力の元、本シリーズの映像も使用された[9]。

## その他の登場車両・船舶
本稿では大門軍団が所有するスーパーマシンやパトカーなどと一戦を交えた車両などの乗り物で特筆すべきものを挙げる。主に民間車や何らかの改造を施した武装車両および高性能な特殊車両などが多い。
地方ロケでは自動車に限らず船舶・鉄道車両なども使用されることもあり、これらは犯人一味が逃亡目的等でジャックすることもある。これら犯人の車両などは大抵、話の終盤で爆破もしくは大破する。
TU-89 355 LADYBIRD
PART-Iの第1話と第2話（「無防備都市」前後篇）に登場した装甲車。日米合同の軍事演習が行われていた防衛隊（本作世界観における自衛隊）の南富士演習場から強奪されたアメリカ軍の最新鋭兵器である。

マーキュリー・クーガー
PART-Iの第45話（「大激走！スーパーマシン」）に登場。住山率いる強盗団が駆使するアメリカ車で、違法なチューニングが施されている。国内A級ライセンスを持つ強盗団メンバーの運転も相まって、通常の覆面パトカーでは追いつけないほどの性能を持つ。このクーガーに対処するため、かねてより製作されていた大門軍団の特殊車両第1号であるマシンXの納車が前倒しにされた。深夜に一般道路上や松田刑事を拉致して高速道路上でマシンXとカーチェイスを繰り広げた後、御殿場の崖に追い詰められ、松田を救出した大門らと強盗団との間で繰り広げられた銃撃戦の末、最後は大門が撃ったショットガンによって爆破炎上した。なお、写真集のオンエアリストやDVDパッケージ裏のストーリー解説では「白いムスタング」と誤表記されていた（マシンセレクション版ではクーガーと表記）。
フォード・トリノGT
PART-Iの第47話（「笛吹川有情」）に登場したハネムーンカー。「亭主に飽きたら高価買入」などの落書きが特徴である。強盗殺人犯の野崎らが逃走用に強奪し、中古車販売会場でマシンXとの死闘を繰り広げるも、最後は運転する野崎が大門に射殺されたためコントロールを失い、廃車体が積まれているエリアに突っ込み爆破炎上した。
浜名湖遊覧船「リステル」
PART-IIの第11話・静岡編に登場した遊覧船。金塊強奪犯の杉森らが強奪した金塊を山積みし、高飛びのために沖合に停泊している貨物船への交通手段として事実上ジャックされ（リステルサイドの人的被害はなし）、内部に迫撃砲やバズーカ砲、ライフルなどが持ち込まれた。その後、静岡県警察やモーターボートおよび哨戒艇などを借用した大門軍団と外洋などで激戦を繰り広げた後、杉森が大門のヘリに向けてバズーカを撃とうとした瞬間に大門に銃撃され、その反動による誤射で金塊もろとも自爆した。
広島電鉄750形電車766号車（劇中では755号車）
PART-IIの第18話・広島編に登場した路面電車。市内線を走行中、現金輸送車襲撃犯の土倉の仲間である田山にジャックされた。紙屋町の分岐点をすり抜けるなど、カーアクションならぬ「電車アクション」が展開され、市内各線を迷走した後に宮島線広電宮島駅（現在の広電宮島口駅)構内へ誘導され、サファリの放水にて田山を逮捕、人質も救出されたが、土倉が仕掛けたリモコン爆弾によって爆破された（ただし、土倉は爆破スイッチを押す前に大門に射殺されているが、なぜかその直後にスイッチを押す手のアップ映像が流れる）。なお、実際に爆破された車両は766号車であるが、当時にしき堂の広告電車となっていた755号車と同一に塗装され、劇中では755号車として登場した。
いすゞ・エルフパネルバントラック
PART-IIの第26話・北海道編に登場した宝酒造のトラック。覚醒剤密造グループの中山と浅見が水質研究所の林所長を脅迫し、逃走用に強奪した。豊平川河川敷で大門軍団や北海道警察に対して手榴弾で攻撃しながら逃げ回る死闘の末、運転中に大門に狙撃され、横転していたパトカーに衝突し乗り上げ爆発炎上した。
日産・セドリックバン（330型）
PART-IIの第37話・名古屋編に登場したナガシマスパーランドのカーニバルカーだが、実態は宝石ブローカーの戸倉が偽装して使用した逃走車。その後、大門軍団のスーパーマシンや警察隊の車両とナガシマスパーランドで死闘を繰り広げた末、後部が突然炎上し園内の池に転落した。
偽スーパーZ
PART-IIIの第14話（「マシンZ・白昼の対決」）に登場したスーパーZの偽物。大門に恨みを持つ元レーサーの深町（演:長塚京三）が、拉致したコンピュータ技師に警視庁のコンピュータから設計図データを盗ませて、麻薬中毒にしたエンジニアにそのデータを元にして製作、調整させたという設定である。本物との相違点は、ボンネット上の2連装の催涙弾発射銃が機関銃に変更されている点。また、本物が2,800 ccのAT車なのに対して、偽物は2,000 ccのMT車である。それ以外はカラーリングや格納式のパトライト、および「NISSAN」のロゴに至るまでほぼ同一で、ナンバープレートまで同じ「品川33 た 35-27」を装着している。深町は偽スーパーZを現金輸送車の襲撃などに使用し、さらには鳩村を追い回した上に機関銃で撃墜、最後は大門に挑戦状を叩きつけ、本物のスーパーZとともに富士スピードウェイにてレースを繰り広げた。その後、深町は自ら負けを認めて拳銃自殺を図るも、大門に銃撃され失敗し逮捕された。なお、本編において車両そのものを爆破もしくは炎上させた描写はない。なお、前述のレースシーンでは大門、深町ともにクラッチを踏みヒール・アンド・トゥをしているシーンがあり、大門もシフトレバーを操作している描写が見られる。また、劇中ではタコメーターやスピードメーター、シフトチェンジのシーンが映し出されているが、これはスーパーZのベースとなったS130型ではなく、旧型にあたるS30型のメーターやシフトノブを撮影用に使っている。
スーパーZはAT車とMT車の2台が製作されたが、パート2での登場にあたり試乗した大門役の渡哲也がAT車を選んだため、MT車を偽スーパーZとして登場させた。
福岡漁協所有の99t漁船「第十七海漁丸」
PART-IIIの第19話・福岡編に登場した漁船。五代を拉致して武器や密輸品を強奪した組織のボス、岩城らにジャックされたが、博多湾で福岡漁協の漁船100隻にも及ぶ船団に包囲され、哨戒艇で駆けつけた大門軍団と玄界灘で激戦を繰り広げた後、岩城が手榴弾を投げようとした瞬間に大門に銃撃され、落とした手榴弾が爆発。五代が脱出した後、燃料（もしくは弾薬）に引火し、爆発炎上した。
MX-83近距離攻撃用ミサイル搭載列車
PART-IIIの第23話・山形編に登場したミサイル搭載型装甲列車。貨車には実行犯であるヘンリー野口らが強奪したMX-83型近距離ミサイルを搭載しており、中央アフリカの独裁政権国家から亡命した反政府軍のリーダー総計10名が乗船し酒田沖を航行していたヨーロッパ船籍の「ユーラシア号」撃沈作戦に使用された。しかし、その後の大門軍団の反攻により、犯人側の抵抗を受けながらもミサイル発射は寸前で阻止され、ヘンリー野口らが立てこもる管制室兼アジトもろとも爆破された。また、ミサイルを爆破することもあってか、この時ばかりは警察だけでなく消防隊も多く登場した。なおMX-83型近距離ミサイルと発射台セットは後に『ゴジラ』においてMX-83のマーキングを消去した形で、自衛隊ミサイル車両へと流用されている。
日野自動車製馬運車
日野自動車製大型タンクローリー
PART-IIIの第30話に登場した民間用のタンクローリー。妹が拳銃密売組織の襲撃の際に死んだ事件を東部署にただの交通事故として処理されたことで憤慨し、再捜査を西部署に要求する武藤により強奪され改造された。ガソリンのほか風圧爆弾を搭載しており、停車して内蔵されたファンが止まると大爆発するようになっている。終盤で組織の黒幕の野村が逮捕された後、誰もいない埋め立て地に誘導され、山県が武藤を脱出させた後、爆発炎上した。
日産ディーゼル製観光バス
PART-IIIの第39話・岡山編に登場した下津井電鉄の観光バス（K-RA51T）。脱獄犯の阿久根らが追跡から逃れるために運転手ごとジャックし、新岡山港でのカーチェイスの末に大門軍団がショベルカーで包囲。そのまま砂山に突っ込み人質の運転手が脱出した後、阿久根が暴走させようとしたが大門に銃撃され、爆発した後に船舶用燃料貯蔵庫に衝突、貯蔵庫ごと炎上した。

### 一般車両
本作における覆面パトカー（劇中では黒パトと呼称）や白黒塗装の通常のパトカー（同じく白パトと呼称）は、日産・セドリック/グロリアを始めとした日産製のセダンが多く使用されている。
『PART-I』開始当初は230型、330型、430型が登場し、このうち比較的新しいモデルであった330型および430型は破壊を伴うカーチェイスには用いられず、爆破等により破壊されるスタント用車両は旧型の230型が担っていた。
その後ほどなくして330型も破壊対象となり、『PART-II』以降は430型もスタント用車両として投入されている。『PART-III』最末期には黒パトとしてY30型が登場した。
また、『PART-II』以降の日本全国縦断ロケでは破壊用車両としてスカイライン（C110型、C210型）やローレル（C130型、C230型）が、非破壊車両としてスカイラインRS（R30型）やブルーバード（910型）が登場する。
その他、鑑識車両として赤のスタンザFX5ドアハッチバック（T11型）、臨時に捜査課を現地で指揮する為、バス（車種不明）が使用された（PART‐I　第75話、第88話）。また、犯人車両やすり替え用の車両としてシルバーメタリックのスカイラインGT4ドアセダン（C210前期型）、オースターJX4ドアセダン（T11型）、ブルーバード4ドアセダン（810後期型）、シルバーメタリックのフェアレディZ（S30型）などが登場した。
輸入車ではマーキュリー・クーガー、フォード・トリノ、プリムス・ベルベディアなどのアメリカ車も登場している。

## シリーズスタッフ
- 制作：石原裕次郎
- 企画：小林正彦（石原プロモーション・全シリーズ）、高橋正樹（テレビ朝日・『PART-I』のみクレジット）
- プロデューサー：石野憲助（石原プロモーション）、岩崎純（石原プロモーション・PART-III特番のみ）、星裕夫（テレビ朝日）
- 俳優担当プロデューサー：小島克己
- 技斗：高倉英二
- アクション：グループ十二騎会
- エキストラ：クロキプロ
- カーアクション：三石千尋とマイクスタントマンチーム
- プロデューサー補：岩崎純、高山正彦、仲川幸夫
- 音楽ディレクター：鈴木清司
- 音楽プロデューサー：中村進（石原音楽出版社）
- サントラ盤：テイチクレコード
- 音響効果：小島良雄（東洋音響）
- 録音スタジオ：にっかつスタジオセンター
- 衣装：第一衣装
- 美粧：山田かつら
- 小道具：高津映画装飾
- 現像：東洋現像所
- 企画協力：ブローバック・プロ（『PART-I』のみクレジット）
- 撮影協力：鈴木自動車工業（後のスズキ）、朝日航洋（放送期間中に「朝日ヘリコプター」より社名変更）、共豊産業（後の共豊コーポレーション）（『PART-I』第56話より）、エンケイ・アルミホイール（『PART-I』第56話より）、中田商店、出光興産（クレジットなし）
- 協力：日産自動車
- 制作：石原プロモーション、テレビ朝日

## 主題歌
オープニングとエンディングにはインストゥルメンタルのテーマ曲が使用され、主題歌は本編のラストシーンに挿入されるのが通例だった。

### メインテーマ（インストゥルメンタル）
PART-I：「西部警察メインテーマ」
放送当時からフルサイズとテレビサイズが商品化されているが、いずれもテレビ用とは別にレコード用にミックスされたものである。レコード用とテレビ用は同一テイクを元にしているが、マルチトラックテープからミックスダウンされる際、前者はギターが、後者は管楽器が主旋律を担当するようにミックスされた。テレビ用ミックスは当時のものが現存しないため、2006年発売の『西部警察ミュージックファイル 〜テイチク音源による初収録曲&ベスト・セレクション〜』に収録される際、残されていたマルチトラックテープを元に再現された。
2013年に舘ひろし、徳重聡、宮下裕治、金児憲史が出演しているCM「スズキ スペーシアカスタム」で使用されている。
京王電鉄京王線の国領駅の2番線の発車メロディに使用されている。
PART-II、PART-III：「ワンダフル・ガイズ」
PART-III第7話以降のオープニングには新編集バージョンが使われた。また、地方ロケの回などでは、エンディングで撮影協力企業のクレジットを流す為、曲の長さやテイクが異なる時もある。

### エンディングテーマ
すべて石原裕次郎の歌唱。なお、通常はワンコーラスのテレビサイズであるが、刑事が殉職した回では、殉職刑事の在りし日の勇姿を回想するシーンと共に、フルコーラスで流れることが通例であった。
テレビサイズは「みんな誰かを愛してる」のみフルサイズとは別に録音され、その他はフルサイズを編集して作られた。ただし、「夜明けの街」「嘆きのメロディー」はマルチテープの段階で編集されたため、商品化用のマスター音源からの編集では再現できない箇所があり、マルチテープが所在不明となっている現在では再現不可能となっている。
- 「みんな誰かを愛してる」（『PART-I』第1話 - 第54話、『PART-III』最終話[注 25]）
  - テレビサイズはイントロが異なる2種類が存在し、エピソードによって使い分けられている。
- 「夜明けの街」（『PART-I』第55話 - 第126話）
- 「時間（とき）よお前は・・・・」（『PART-II』第1話 - 第38話）
- 「勇者たち」（『PART-II』第39話 - 『PART-III』第47話 ※第31話除く）
- 「思い出さがし」（『PART-III』第31話）
- 「嘆きのメロディー」（『PART-III』第48話 - 第68話）

エンディング曲は通信カラオケDAMの『西部警察スペシャルカラオケ』で歌唱が可能となっており、本編の名場面をBGVとして見る事ができるほか、一部の楽曲では本編の音声も収録されている。

## 挿入歌
挿入歌は基本的に「コーナーラウンジ」（通称・カド屋）や「セブン」のシーンで、歌手の弾き語りという形で使用されていた。そのため、ギター1本で演奏できるように、レコード用とは異なるアレンジになっている。
- 「愛のゆくえ」（『PART-I』第1話 - 第56話、歌：幸田薫）
  - 1981年に朝日放送制作・テレビ朝日系で放送された『ザ・ハングマン』第37話では、クラブの歌手役で出演した幸田がこの曲を歌っていた。
- 「想い出はたそがれ色」（『PART-I』第57話 - 第110話、歌：幸田薫）
  - 第109話のみインストゥルメンタルが使われた。
- 「通り雨」（『PART-I』第118話 - 『PART-II』第27話、歌：豊島ひとみ）
  - 『PART-I』第118話のみレコード用と同じアレンジのものが使われた。
- 「男と女のWaltz」『PART-II』第30話 - 『PART-III』第22話、歌：八木美代子）
- 「風の招待状」（『PART-III』第16話、第32話、歌：井上恵美子）
  - 『PART-II』以降のテーマ曲「ワンダフル・ガイズ」のスコアに歌詞を付けたもの。レコード用と同じアレンジ。
  - 同曲を歌唱する井上は、第16話は山県刑事のガールフレンド・サリー役として、第32話では本人役としてそれぞれ出演している。
- 「つ・ま・ん・な・い」（『PART-III』第23話 - 第47話、歌：八木美代子）
  - 初披露となったPART-III第23話では、同曲を聞いた平尾が「つまんない」というと北条が「何言ってるんですか、良い曲じゃないですか」と反論し、平尾が「いや、この曲のタイトルが『つ・ま・ん・な・い』っていうの」という、曲の宣伝のような場面がある。

また、各シリーズで一度ずつ、木暮が石原裕次郎の歌を歌うシーンがある（『PART-I』第48話で「ブランデーグラス」、『PART-II』第28話で「涙は俺がふく」、『PART-III』第31話で「思い出さがし」を歌った）。「ブランデーグラス」は『PART-I』で歌われる2年前に発売され、発売当初はヒットしなかったものの、1年ほど前から地方の有線放送で人気が出始めたため、さらなるブレイクを見込んで本作で使われることになったという経緯がある。「涙は俺がふく」・「思い出さがし」はそれぞれ第28話、第31話のタイトルにもなっており、後者はその第31話のみの主題歌としても使われた。また、木暮は『PART-I』第14話劇中で、記事を書くのを延ばす時間稼ぎのため新聞記者達をコーナーラウンジで接待し、「今流行りの歌」と称して主題歌である「みんな誰かを愛してる」を歌おうとするも、「グレさん（木暮）の歌なんて聞きたくないよ」とあっさり却下されるシーンがある。
さらに木暮だけでなく大門も同様に、『PART-I』第53話冒頭で「ちいさな春」、『PART-II』第13話冒頭で「無理をするなよ」と渡哲也の歌を歌うシーンがある。
また、鳩村にいたっては、『PART-II』第38話ラストや『PART-III』第33話終盤で「ロックンロール1981」を、『PART-III』第33話では「ワンモア・チャンス」もステージ上で熱唱している（ただしこれは名古屋ロケや仙台ロケでのイベントから舘ひろしのオン・ステージをストーリーに登場させたもの。詳しくは日本全国縦断ロケを参照）。なお、『PART-III』第33話の仙台編においては、ロケイベントのゲスト・チェリッシュによる「風になれ～私と私たち～」（チェリッシュの地元・名古屋への五輪招致テーマソングであった）の歌唱が舘の歌唱と同様に劇中シーンとして挿入されており、事実上この回の挿入歌となっている。
挿入歌ではないが、PART-I・第123話の松田刑事の殉職及びPART-III・第1話のセスナ機が操作不能になったシーンでは、ムソルグスキー作曲の組曲「展覧会の絵」の第1曲め・「小人」がBGMとして使用され、荘重かつ重苦しく、不吉なムードを演出している。
一方では、毎回ではないが、レストランで大門と妹・明子（アコ）と食事のシーン等でショパン作曲の「ワルツ第7番」「ワルツ第8番」、ドヴォルザーク作曲の「ユーモレスク第7番」をレストランのBGMとして使用されるなど、和やかなムードを演出している（他、PART-I・第110話では、ピアニストであった人質のピアノ演奏のビデオで、「スケルツォ第2番」、PART-I・第125話では、バレエのレッスンで「マズルカ第5番」とショパンの曲が流れている）。
2009年には第1回放送から30周年を迎え、テイチクエンタテインメントより「西部警察」誕生30周年サウンド・トラック・アルバム大全集が発売された（特典レコードアーカイブ&テキストブック）。

## PART-I,II,IIIが放映されたネット局
本放送の放送局の系列は放送当時のもの。再放送の系列は全てテレビ朝日系列。
- ※印は、全国縦断ロケで登場し制作協力に参加した局。
- ○印は『PART-III』最終回でも制作協力した局。
- ☆印は『SPECIAL』を放送した局。

| 放送地域      | 本放送の放送局     | 本放送当時の系列                             | 備考                                                                                                   | 再放送の放送局  |
| ------------- | ------------------ | -------------------------------------------- | --- | --------------- |
| 関東広域圏    | テレビ朝日         | テレビ朝日系列                               | ☆制作局                                                                                                | 同左            |
| 北海道        | 北海道テレビ       | テレビ朝日系列                               | ※○☆ | 同左            |
| 青森県        | 青森放送           | 日本テレビ系列 テレビ朝日系列                | | ☆青森朝日放送   |
| 岩手県        | 岩手放送           | TBS系列                                      | 後のIBC岩手放送                                                                                        | ☆岩手朝日テレビ |
| 宮城県        | 東日本放送         | テレビ朝日系列                               | ※☆ | 同左            |
| 秋田県        | 秋田放送           | 日本テレビ系列                               | | ☆秋田朝日放送   |
| 山形県        | 山形放送           | 日本テレビ系列 テレビ朝日系列                | ※1980年3月までは日本テレビ系列単独加盟局                                                               | ☆山形テレビ     |
| 福島県        | 福島中央テレビ     | 日本テレビ系列 テレビ朝日系列                | 1981年7月打ち切り                                                                                      | 福島放送        |
| 福島県        | 福島放送           | テレビ朝日系列                               | ※☆1981年10月開局から                                                                                   | 福島放送        |
| 山梨県        | テレビ山梨         | TBS系列                                      | | -               |
| 新潟県        | 新潟総合テレビ     | フジテレビ系列 テレビ朝日系列                | 後のNST新潟総合テレビ 1982年9月まで。PART-II途中まで 1981年3月までは日本テレビ系列とのトリプルネット局 | 新潟テレビ21    |
| 新潟県        | 新潟テレビ21       | テレビ朝日系列                               | ☆1983年10月開局から。PART-III途中から                                                                  | 新潟テレビ21    |
| 長野県        | 信越放送           | TBS系列                                      | | ☆長野朝日放送   |
| 静岡県        | 静岡けんみんテレビ | テレビ朝日系列                               | ※○☆後の静岡朝日テレビ                                                                                  | 同左            |
| 富山県        | 北日本放送         | 日本テレビ系列                               | | -               |
| 石川県        | 石川テレビ         | フジテレビ系列                               | 1979年10月21日以降PART-I・IIを放送                                                                     | ☆北陸朝日放送   |
| 石川県        | 北陸放送           | TBS系列                                      | PART-IIIを放送                                                                                         | ☆北陸朝日放送   |
| 福井県        | 福井テレビ         | フジテレビ系列                               | PART-I・IIを放送                                                                                       | -               |
| 福井県        | 福井放送           | 日本テレビ系列                               | PART-IIIを放送                                                                                         | -               |
| 中京広域圏    | 名古屋テレビ       | テレビ朝日系列                               | ※☆ | 同左            |
| 近畿広域圏    | 朝日放送           | テレビ朝日系列                               | ※☆ | 同左            |
| 鳥取県 島根県 | 山陰放送           | TBS系列                                      | | -               |
| 広島県        | 広島ホームテレビ   | テレビ朝日系列                               | ※☆ | 同左            |
| 山口県        | 山口放送           | 日本テレビ系列 テレビ朝日系列                | | ☆山口朝日放送   |
| 岡山県 香川県 | 瀬戸内海放送       | テレビ朝日系列                               | ※○☆ | 同左            |
| 愛媛県        | 愛媛放送           | フジテレビ系列                               | 後のテレビ愛媛 PART-I・IIを放送                                                                        | ☆愛媛朝日テレビ |
| 愛媛県        | 南海放送           | 日本テレビ系列                               | PART-IIIと最終回スペシャルを放送                                                                       | ☆愛媛朝日テレビ |
| 高知県        | テレビ高知         | TBS系列                                      | | -               |
| 福岡県        | 九州朝日放送       | テレビ朝日系列                               | ※○☆ | 同左            |
| 長崎県        | 長崎放送           | TBS系列                                      | | ☆長崎文化放送   |
| 熊本県        | テレビ熊本         | フジテレビ系列 テレビ朝日系列                | 1982年3月までは日本テレビ系列とのトリプルネット局                                                      | ☆熊本朝日放送   |
| 大分県        | テレビ大分         | 日本テレビ系列 フジテレビ系列 テレビ朝日系列 | | ☆大分朝日放送   |
| 宮崎県        | テレビ宮崎         | 日本テレビ系列 フジテレビ系列 テレビ朝日系列 | ☆ | -               |
| 鹿児島県      | 鹿児島テレビ       | 日本テレビ系列 フジテレビ系列 テレビ朝日系列 | 1982年9月まで。PART-Iのみ数ヶ月の遅れネットで放送                                                      | 鹿児島放送      |
| 鹿児島県      | 鹿児島放送         | テレビ朝日系列                               | ※☆1982年10月開局から。PART-IIの途中から                                                                | 鹿児島放送      |
| 沖縄県        | 琉球放送           | TBS系列                                      | | ☆琉球朝日放送   |

## パチンコ・パチスロ
すべてニューギンから発売。
- パチンコ
  - CR西部警察（2002年）
  - CR西部警察2（2005年）
  - CR西部警察3（2011年）

- パチスロ
  - 西部警察（2007年）

## ソーシャルゲーム
ポニーキャニオンによるサービス提供。
- 西部警察 the カード〜新たなる挑戦（GREE、2012年）

## ビデオソフト
1999年、石原プロワールド開館にあわせ本作を題材としたVHSビデオ・DVD『西部警察 男たちの伝説』（番組内のアクションおよび登場車両の解説紹介）、『西部警察・男たちの伝説2 殉職-わかれ-』（5人の刑事が殉職する番組の以下五話、PARTI第30話「絶命・炎のハーレー」、同第54話「兼子刑事暁に死す」同第123話「1982年春・松田刑事絶命」、PARTII第35話「娘よ、父は…浜刑事・絶命」、PARTIII第6話「沖田刑事・絶唱!」の総集編を収録）、『男たちの伝説3 大門死す!男たちよ永遠に…』の3作品が石原プロ公式サイトにて販売された。
ただし、上記3作品はいずれも総集編となっており、それ以外では2004年に発売された『西部警察 SPECIAL』と同DVDに特典映像として収録された『燃える勇者たち』を除いてソフト化は行われていなかったが、2012年1月12日に石原プロモーション創立50周年記念の一環として、2012年2月15日発売の『西部警察PART-I セレクション 大門BOX1』（販売元：ポニーキャニオン、PCBP-62001）を皮切りに、テレビシリーズの傑作選DVD-BOXの順次発売が発表された。原版には16mmフィルムから新たに製作されたデジタルリマスター版が使用されている。
2013年5月から同年9月にかけて、西部警察全話の中から、キャラクター別にエピソードを厳選された『キャラクターコレクション』をリリースすることが決まった。BOX版では未収録だったエピソードも数話初収録（PARTIIを除く）される。各巻4話ずつ収録。
2014年3月19日にPARTI.II.IIIのコンプリートブルーレイが発売され、DVDにて収録されていなかったストーリーも全話収録されている。
2019年10月16日に、西部警察シリーズ放送開始40周年として限定盤に「西部警察 40th Anniversary コンプリートDVD-BOX <ファイナル エディション>」が発売され全236話を完全収録したDVDボックスとブックレットとドライビンググローブなどをセット販売され、通常盤（西部警察 40th Anniversary　Vol.1～Vol.6） も同時発売された。
2024年にアシェットよりDVDマガジンが創刊。当初はPARTIIIまで全話収録の予定だったが、3号で休刊となったため、PARTI第6話までの収録となった。同年12月26日に再創刊。

## ディスコグラフィー

### シングル
| 題名                                         | B/W・C/W           | 発売年         | アーティスト          | 備考               |
| みんな誰かを愛してる                         | 誕生日おめでとう   | 1979年9月25日  | 石原裕次郎            |                    |
| 愛のゆくえ                                   | なにもかも         | 1979年10月25日 | 幸田薫                |                    |
| 西部警察メインテーマI・フルサイズ            | 木暮刑事のテーマ   | 1980年4月25日  | ホーネッツ            | レコード用ミックス |
| 夜明けの街                                   | 孤独の詩           | 1980年10月25日 | 石原裕次郎            |                    |
| 想い出はたそがれ色                           | 迷い螢             | 1980年10月25日 | 幸田薫                |                    |
| 通り雨                                       | 泣けちゃう港       | 1981年3月25日  | 豊島ひとみ            |                    |
| 時間よお前は・・・・                         | 涙は俺がふく       | 1982年4月25日  | 石原裕次郎            |                    |
| 「西部警察PART-II」テーマ ワンダフル・ガイズ | パトカー・コンボイ | 1982年9月21日  | 高橋達也&東京ユニオン | SE入り             |
| 男と女のWaltz                                | 美しいわあなた     | 1982年11月21日 | 八木美代子            |                    |
| 勇者たち                                     | 夜よ               | 1983年3月21日  | 石原裕次郎            |                    |
| 風の招待状                                   | 季節の向うに…      | 1983年7月21日  | 井上美恵子            |                    |
| つ・ま・ん・な・い                           | RAIN-BOW           | 1983年8月21日  | 八木美代子            |                    |
| 嘆きのメロディー                             | 彩りの街           | 1984年2月21日  | 石原裕次郎            |                    |

### アルバム
- 西部警察 〜コンクリート・ウエスタン・みんな誰かを愛してる〜（1979年11月25日発売）
- 西部警察 サウンド・トラック PART II（1980年6月25日発売）
- 西部警察 サウンド・トラック 総集編（1980年12月20日発売）
- 西部警察 PART-II サウンド・トラック盤（1982年6月25日発売）
- 西部警察 PART-II サウンド・トラック盤 VOL.2（1982年11月21日発売）
- 西部警察 PART-III サウンド・トラック盤 西部警察総集編II（1983年7月21日発売）
- 西部警察 PART-I・II・III サウンド・トラック盤 西部警察ハイライト編（1983年11月21日発売）
- さよなら西部警察（1984年9月21日発売）
以上の8枚は、放送当時にLPとして発売された。ただし、複数の盤に重複して収録された曲がある一方で未収録曲も少なからず存在する。また、一部の曲にはSEが被せられている。これらは1996年にLPと同じ内容でCD化された。
- 「西部警察」男たちの詩（1984年2月21日発売）
石原裕次郎が歌った主題歌・挿入歌と、テーマ曲を含むインスト5曲を収録。1992年と2003年に再発売された。
- 「西部警察」サウンドトラック盤（1999年2月24日発売）
LPを3枚のCDに再構成。ただし、LP収録曲から「大門刑事のテーマII」「ブランデーグラス（インスト版）」の2曲がカットされた。また、SE入りとSE無しがLPに収録されていた曲はSE無しのみを収録。『さよなら西部警察』に収録されていたナレーション入りの音源はすべて未収録となっている。
- 西部警察SPECIAL オリジナルサウンドトラック（2004年発売）
SPECIALのサウンドトラック盤。
- 西部警察 ミュージックファイル 〜テイチク音源による初収録曲&ベスト・セレクション〜（2006年11月22日発売）
2枚組で、1枚目は初商品化・初CD化の曲のみで構成。2枚目は既発売曲を中心に構成したベスト・アルバム的な内容になっている。
- 西部警察 SPECIAL SOUND TRACK AGAIN REMIX（2007年発売）
SPECIALの曲をリミックスしたアルバム。
- 西部警察 誕生30周年 サウンド・トラック・アルバム大全集（2009年10月21日発売）
PART-I・II・IIIから、過去に商品化された曲をSEの有無などのバージョン違いも含めて完全収録した5枚組。「パトカー・コンボイ」のシングル用SE入りバージョンは本盤で初CD化。

## パロディ/オマージュなど
本作の人気の高さから、後述する1999年の再放送以降はメインキャラクターである大門を筆頭とした多くのパロディ作品が制作されている。

### バラエティ番組
- 人気者でいこう! - 短時間で素早く大門に扮装できるかを競う「早大門」のコーナーがあった。
- ダウンタウンのガキの使いやあらへんで!! - 「菅ちゃん理不尽シリーズ」のひとつで、大門に扮した菅が、一人じゃさまにならないという理由でメンバーやスタッフから強引に大門軍団を選ばせ簡単なゲームをやらせて、ゲーム毎に失敗した者を1名ずつ選出、嫌がるメンバーを引き連れ西部警察の1シーンを再現した。なお企画のエンディングには木暮課長役としてゆうたろうも登場している。
- 水曜どうでしょう - ゴールデンタイムに放送された特別番組の宣伝を目的とした生CMの中に、大泉洋と鈴井貴之が大門（大泉）・木暮（鈴井）に扮するものがあった。この模様は生CMに密着した別企画『30時間テレビの裏側全部見せます!』でも取り上げられた。

### ドラマ・アニメなど
- おいしいごはん 鎌倉・春日井米店 - 第3話で一家揃って本番組の再放送を見るシーンがあり、渡哲也演ずる春日井竜平が「最近のテレビはこういうのをやらないからダメなんだ！」と苦言を呈する。ドラマの製作は同じ石原プロモーション・テレビ朝日であり、事実上のセルフパロディである。
- クレヨンしんちゃん - 十三回忌再放送が行われていた1999年から2000年頃にかけて、野原しんのすけが「オラ、西部警察の再放送が見たいゾ～」と発言する[21]など、本作に言及する演出がたびたび見られた。
- さばげぶっ! - テレビアニメ版最終回で、「国家サバゲ部隊長」という大門に酷似した人物が登場する。本編ではスーパーZやサファリと思しき車両や、PART-IIIのオープニングを模倣したスタントシーンも登場する。
- ボンバーマンジェッターズ - ダイボン

### ラジオ番組
- The Nutty Radio Show 鬼玉 - 大大門

### インターネット動画
- みやぎ湯渡軍団 - 温泉地宮城県の観光PRキャンペーン動画。村井嘉浩県知事自らが団長役で主演しているほか、課長役でゆうたろうが出演している。この動画制作にあたり石原プロモーションが全面協力している[22]。

## 再放送
- PART-Iの関東地区で最初の全話再放送は1983年春頃で、夕方15時から1時間枠放映であった。
- 1983年12月25日日曜日の当日「仙台爆破計画」放映回には、福島放送は当日午後から福島前後編をアンコール再放送している。
- PART-III本放送終了後、1985年 - 1988年秋にかけて夕方17時で他作品を挟みPART-I - PART-IIIまでをループ再放送していた。
- 石原裕次郎が死去した1987年7月17日から数日間の再放送では追悼テロップを流していた。
- 1990年12月17日から22日にかけてNHK衛星第2放送で放送された特集番組『石原裕次郎の世界』枠内にて、シリーズ傑作選として計6エピソードがノーカット放送された。また番組内では、石原プロモーション所属俳優が西部警察の思い出を語るコーナーも設けられ、本編放送の間にハイライトシーンの挿入が行われた。
- 1999年は石原裕次郎の13回忌記念として、全国のテレビ朝日系列で再放送が行われた（なお、一部放送回は欠番扱いされて未放送となった局もあり）。
- 1997年6月21日に勝新太郎が死去した際は、翌週の28日に勝がゲスト出演した「燃える勇者たち」（正月スペシャル）が再放送された。
- 2003年には99年の13回忌と同様に17回忌記念とリメイク版放送&レギュラー版放送決定記念(リメイク版は同年9月6日放送予定、レギュラー版は翌月スタート予定だった)で傑作選がテレビ朝日系列各局で放送されていたが、レギュラー版の撮影事故による制作中止とリメイク版放送無期限延期により放送予定があったものの途中で打ち切られた。
- 2004年のリメイク版放送が決まったことにより放送直前にも前年同様に傑作選が一部系列局で再放送された。
- 2009年5月25日から石原裕次郎の23回忌記念として、テレビ朝日系列各局で西部警察ベストセレクションを放送（放送時間や放送されたエピソードは局によって異なる）。
- 2017年6月21日には石原裕次郎没後30年を記念した特集として、NHK BSプレミアム枠において最終回スペシャルが放送された。本編放送前には峰竜太とヒデが出演し、日本各地のロケ地を巡る特別企画「石原裕次郎の旅～日本縦断“西部警察”の舞台裏紀行～」が放送された。
- CS放送局ではファミリー劇場の『デカ劇場』枠内でHDリマスター版が放送されている。
- 1990年代以降の地上波での再放送においては、一部セリフが無音処理されている。21世紀になった現在では差別用語になるセリフだけでなく、車輌ナンバーの一部、住所もカットしている（ただし、車輌ナンバーについてはセリフはカットしているものの、ナンバーにぼかしを加える等の映像処理はしていない）。
- 2024年2月3日から石原裕次郎の生誕90周年記念として、CS放送局のホームドラマチャンネルにて放送開始。ファミリー劇場ではカットされていた次週予告も放送される。

### 再放送に関する評価
- 1999年の再放送以降、再評価やサルベージ企画が活発化し、特にラジオの深夜番組を中心に数々のパーソナリティが話題にした。
  - 『伊集院光 深夜の馬鹿力』（TBSラジオ）では、伊集院光が当時関東地区で平日午前中に再放送された『西部警察』を見て、「登校拒否児のバイブル。うだつがあがらなくても午前中から銃撃戦が見られれば生きていける気がする。爆発で済ますのがバカバカしくて生きる気力が湧く」と発言している。
  - 『コサキンDEワァオ!』（TBSラジオ）でも西部警察が話題になり、大門と二宮係長の関係を皮肉ったパロディのサウンドステッカーが送られた。
  - 『西川貴教のオールナイトニッポン』（ニッポン放送）でも、西川貴教がその荒唐無稽さに感銘を受けた旨を語っている。

## 補足
- 本作がスタートする前『大都会シリーズ』を放送していたが、テレビ朝日への“移籍”によって石原プロ作品を失う形となった日本テレビは、本作の第1作がもうすぐ放送2年というタイミングで1982年4月からスタートの企画『新・大都会』として石原プロ作品の引き戻しに動いていた。しかし石原プロ側が本作の放送延長を選択し、引き戻しは失敗に終わった。しかしそれでも日本テレビ側はあきらめておらず「契約切れの近づく来春（1982年4月）には再び（日本テレビとテレビ朝日の間で）争奪戦が繰り広げられそう」とも報じられていたことがあった[23]。
- TBSラジオで放送されていた『土曜ワイドラジオTOKYO』の人気コーナー「久米宏の素朴な疑問」で「本物のヤクザは西部警察をどちらの立場で見ているか?」という質問が取り上げられたことがある。実際の組事務所に電話をかけて確認したところ、「一人で見るときは刑事側、みんなで見るときはヤクザ側を応援する」という回答が返ってきたという[24]。
- 作中、犯人の前科者カードなど記載されている住所がところどころ他府県と混ざっていたりすることがしばしばある。
  - 『PART-III』第39話「激闘!!炎の瀬戸内海 - 岡山・高松篇 -」での爆弾犯・成毛の現住所が岡山県相馬市、脱獄犯・阿久根の仲間である秋山の本籍が香川県香川市となっているが、前者は「福島県」に属し、後者は存在しない[注 33]。
  - 第50話「京都・幻の女殺人事件 - 京都篇 -」での与田探偵社の住所が京都市北区中之島となっているが、中之島は“大阪市”にある。電話番号の市外局番や郵便番号は大阪のものとなっているので大阪市の部分を京都市に変えている。
  - 同第51話「爆発5秒前! 琵琶湖の対決 - 大阪・大津篇」でのシージャック犯・小泉の住所が大阪府西宮市となっているが、西宮市は“兵庫県”に属している。